# Campagna di Chattanooga
La campagna di Chattanooga fu una serie di manovre e battaglie svoltesi tra settembre e novembre del 1863 nel quadro del Teatro Occidentale della guerra di secessione. A seguito della sconfitta dell'Union Army avvenuta alla battaglia di Chickamauga il 19-20 settembre l'Armata confederata del Tennessee condotta da Braxton Bragg riuscì temporaneamente ad assediare l'Armata del Cumberland di William Starke Rosecrans occupando un ampio territorio intorno a Chattanooga.
Il Maggior generale Ulysses S. Grant ricevette quindi il comando di tutte le forze dell'Unione in quest'area del fronte; egli si era messo in luce con il successo nella campagna di Vicksburg e nell'assedio della città (espugnata il 4 luglio) e, con l'immediata apertura delle vie di navigazione interna sul fiume Mississippi, cominciarono a giungere significativi rinforzi sia via fiume da Sud sia dal Teatro Orientale.
Il 18 ottobre Grant rimosse Rosecrans dal comando della sua Armata, per sostituirlo con George H. Thomas. Dopo aver aperto una sicura linea di rifornimenti (la "Cracker Line") per permettere a uomini e animali di avere scorte alimentari sufficienti per il medio periodo, l'Armata del Tennessee poté agevolmente respingere un contrattacco della Confederate States Army nella battaglia di Wauhatchie il 28-29 ottobre.
Il 23 novembre l'esercito unionista avanzò dalle fortificazioni stabilite nei dintorni della città per conquistare un altopiano strategico a "Orchard Knob", mentre una seconda forza guidata da William Tecumseh Sherman manovrava per sferrare un attacco a sorpresa sul fianco destro di Bragg nei pressi del Missionary Ridge, un rilievo nei pressi di Chattanooga. Il 24 novembre gli uomini di Sherman attraversarono il fiume Tennessee di mattina e procedettero a occupare nel pomeriggio l'estremità settentrionale del Missionary Ridge.
In quella stessa giornata le truppe precedentemente impegnate nel Teatro Orientale e guidate da Joseph Hooker sconfissero i confederati nella battaglia di Lookout Mountain; il giorno seguente diedero avvio ad un movimento di accerchiamento in direzione del fianco sinistro di Bragg a Rossville (Georgia).
Il 25 novembre l'assalto di Sherman all'ala destra avversaria fece ben pochi progressi. Sperando di distrarre l'attenzione di Bragg Grant ordinò allora all'armata di G.H. Thomas di avanzare nel centro ed attaccare le linea nemica trincerata alla base del Missionary Ridge; Thomas portò i suoi uomini sulla cresta del Missionary, provocando la rotta dell'Armata avversaria che dovette retrocedere fino a Dalton (Georgia). I fuggiaschi riuscirono comunque a sventare l'inseguimento vincendo la battaglia di Ringgold Gap il 27 novembre. La sconfitta di Bragg fece perdere l'ultimo bastione confederato nel Tennessee, aprendo le porte ad un'invasione unionista del profondo Sud; questa fu condotta dallo stesso Sherman con la campagna di Atlanta del 1864.

## Antefatti

### Situazione militare

Localizzazione di Chattanooga nella Contea di Hamilton all'estrema propaggine Sud-est dello Stato cuscinetto del Tennessee.

Chattanooga, situata sul corso navigabile del Tennessee, rappresentava uno snodo ferroviario decisivo, con direttrici a Nord verso Nashville e Knoxville e a Sud in direzione di Atlanta, oltre ad essere un importante centro per la produzione di ferro e di carbone. A settembre l'armata del Cumberland comandata da Rosecrans cominciò ad eseguire una serie di manovre che costrinsero l'avversario Bragg ad abbandonare Chattanooga e a ritirarsi nella Georgia settentrionale.

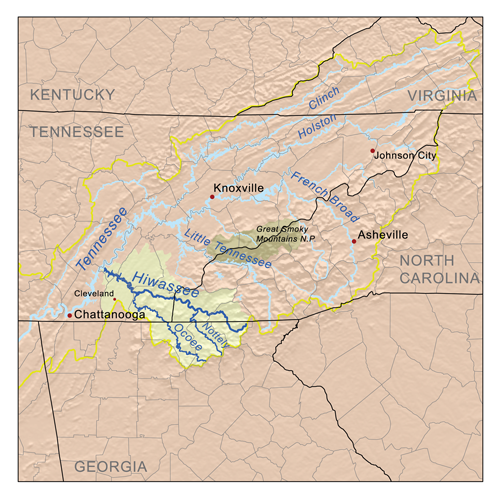
Mappa fluviale attorno a Chattanooga.

Il generale unionista partì all'inseguimento e le due Armate entrarono in collisione nella battaglia di Chickamauga, un tributario del Tennessee, il 19-20 settembre. Bragg riuscì ad ottenere un'importante vittoria grazie a un errore dell'esercito unionista, che lasciò una breccia nella prima linea, attraverso cui sferrò un possente attacco James Longstreet, che travolse buona parte dell'armata unionista. 

Localizzazione della Contea di Walker, ove si concluse la battaglia di Chickamauga.

Il mantenimento della posizione difensiva sulla collina Snodgrass da parte di George H. Thomas riuscì a salvare l'armata nordista dalla distruzione totale con un esito talmente positivo da guadagnarsi il soprannome di "Roccia del Chickamauga", lasciando così il tempo agli oltre 40000 uomini dell'armata di Rosecrans di ritirasi a Chattanooga. Bragg non interruppe le vie di fuga né si pose all'inseguimento dei nordisti, cosa che avrebbe potuto danneggiare seriamente l'Unione prima che potesse riorganizzarsi e preparare le misure difensive urbane. I genieri approfittarono dei precedenti lavori realizzati dai confederati per erigere una vasta postazione fortificata lungo un semicerchio di tre miglia attorno alla città.

Bragg non attaccò nella speranza di una resa degli assediati, ma questo diede il tempo ai soldati dell'Unione di predisporre al meglio le difese. Bragg avrebbe potuto aggirare Rosecrans attraversando il Tennessee al di sotto o al di sopra della città, oppure assalire le forze unioniste direttamente nelle loro fortificazioni, o anche affamare i Federali assediandoli. L'opzione dell'aggiramento venne ritenuta impraticabile poiché l'esercito sudista si trovava gravemente a corto di munizioni, non aveva pontoni atti ad attraversare il fiume ed in più il corpo d'armata di Longstreet era giunto dalla Virginia privo di carri. Un assalto diretto si sarebbe rivelato troppo dispendioso contro un nemico ben fortificato; ricevendo informazioni secondo cui gli uomini di Rosecrans disponevano soltanto di sei giorni di razioni, Bragg scelse l'opzione dell'assedio, mentre tentava di accumulare le capacità logistiche sufficienti per attraversare il Tennessee.

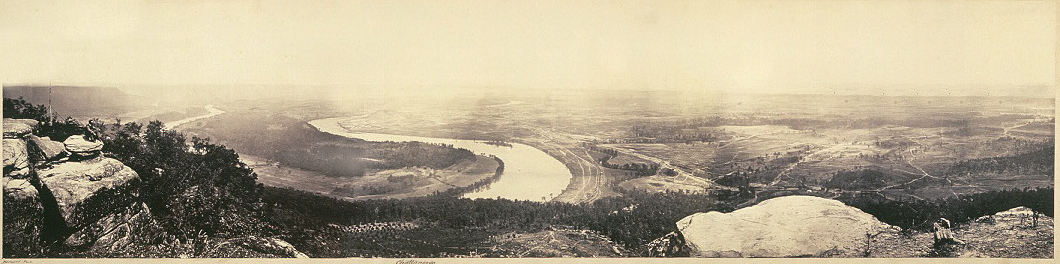
Veduta panoramica dalla cima di "Lookout Mountain" con vista su Cattanooga in una foto di George N. Barnard.

Iniziò così l'assedio, con la minaccia di affamare le forze dell'Unione fino alla resa. I confederati s'insediarono sulla cresta del Missionary Ridge e della Lookout Mountain, con una vista eccellente sulla città, sul fiume Tennessee che scorre a Nord e sulle eventuali linee di rifornimento; poterono in tal modo attaccare liberamente tutti i convogli diretti in città. Bragg aveva peraltro difficoltà ad intraprendere un'offensiva perché si trovava occupato in dispute sul comando all'interno del suo esercito. Il 29 settembre sollevò due suoi subordinati che lo avevano deluso nel corso della precedente campagna, il maggiore Thomas Carmichael Hindman (che non era riuscito a distruggere parte dell'esercito dell'Unione a McLemore's Cove) e il generale Leonidas Polk (che aveva ritardato l'attacco del 20 settembre a Chickamauga).
Il 4 ottobre dodici dei suoi generali inviarono una petizione urgente al presidente degli Stati Confederati d'America Jefferson Davis perché a Bragg venisse tolto il comando delle operazioni; Davis si recò personalmente in loco per rendersi conto della situazione. Scelse di mantenere Bragg e questi si vendicò contro alcuni dei propri oppositori congedando Daniel Harvey Hill e Simon Bolivar Buckner.
Mai nella storia dell'Armata del Cumberland lo spirito degli ufficiali e finanche della truppa in generale si è rivelato essere maggiormente depresso.
La battaglia di Chickamauga non solo è stata combattuta e perduta, ma abbiamo anche perso quello che valeva ancor più di una vittoria. Avevamo perso la fiducia nel nostro comandante.
Capitano George Lewis, 124th Ohio
Nel frattempo Rosecrans rimase talmente scosso dalla sconfitta da divenire psicologicamente incapace di prendere decisioni nette per rompere l'assedio di Chattanooga. Il presidente Abraham Lincoln commentò che sembrava "confuso e stordito come un'anatra colpita alla testa".

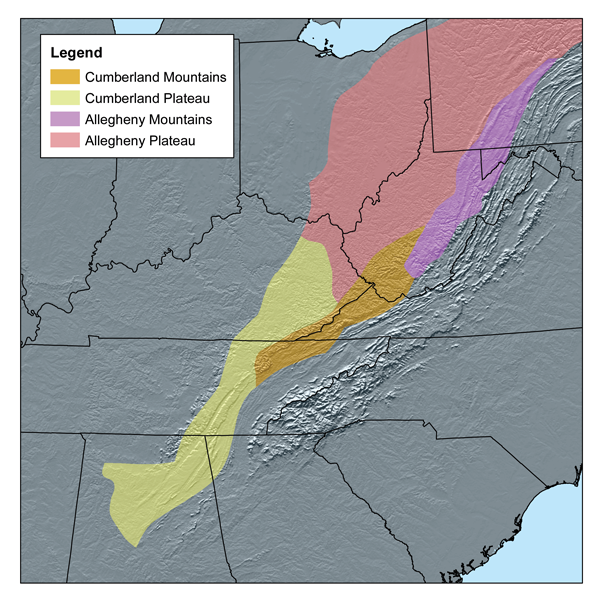
Al centro dell'Altopiano del Cumberland si staglia la "Walden's Ridge".

I soldati asserragliati cominciarono a sentire l'effetto della scarsità delle razioni; molti dei loro cavalli e muli morirono. L'unica linea di rifornimento non ancora controllata dai confederati era un percorso tortuoso ed accidentato lungo più di 60 miglia, sulla cresta del Walden's Ridge per terminare a Bridgeport nell'Alabama. A fine settembre inoltre cominciarono ad abbattersi intense precipitazioni che spazzavano via tratti dei sentieri di montagna.
     Confederazione
     Unione

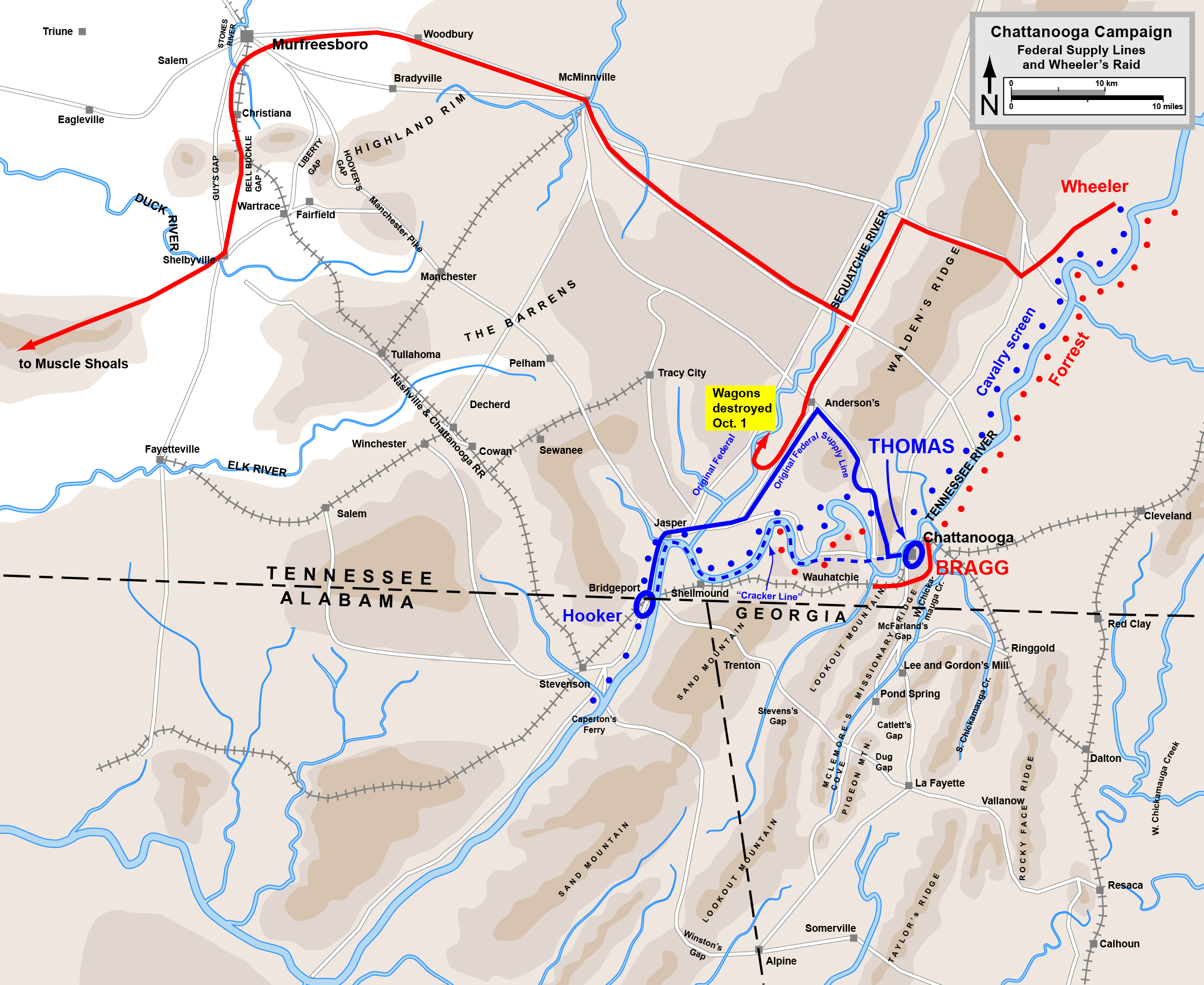
Linee di rifornimento federali e incursione di Wheeler nell'ottobre del 1863.
Confederazione
Unione

Il 1º ottobre la cavalleria confederata di Joseph Wheeler intercettò e danneggiò gravemente un convoglio merci di quasi 800 carri, bruciandone centinaia e allenandosi a sparare contro i muli al seguito; iniziò un'incursione (proseguita fino al 9 ottobre) attraversando il Tennessee con l'intento di tagliare la linea di rifornimento di Rosecrans. Verso la fine del mese le razioni tipiche dei soldati federali erano "quattro pezzi di pane duro e un quarto di libbra di maiale" ogni tre giorni.
L'alto comando dell'Unione iniziò immediatamente i preparativi per cercare di alleviare le sofferenze degli assediati. Già poche ore dopo la sconfitta a Chickamauga il segretario alla Guerra di Abraham Lincoln, Edwin McMasters Stanton, ordinò a Joseph Hooker di partire alla volta della città con 15000 uomini presi da due Corpi dell'Armata del Potomac; Ulysses S. Grant ricevette inoltre l'ordine d'inviarne altri 20000 sotto il comando del suo sottoposto William Tecumseh Sherman di stanza a Vicksburg nel Mississippi.

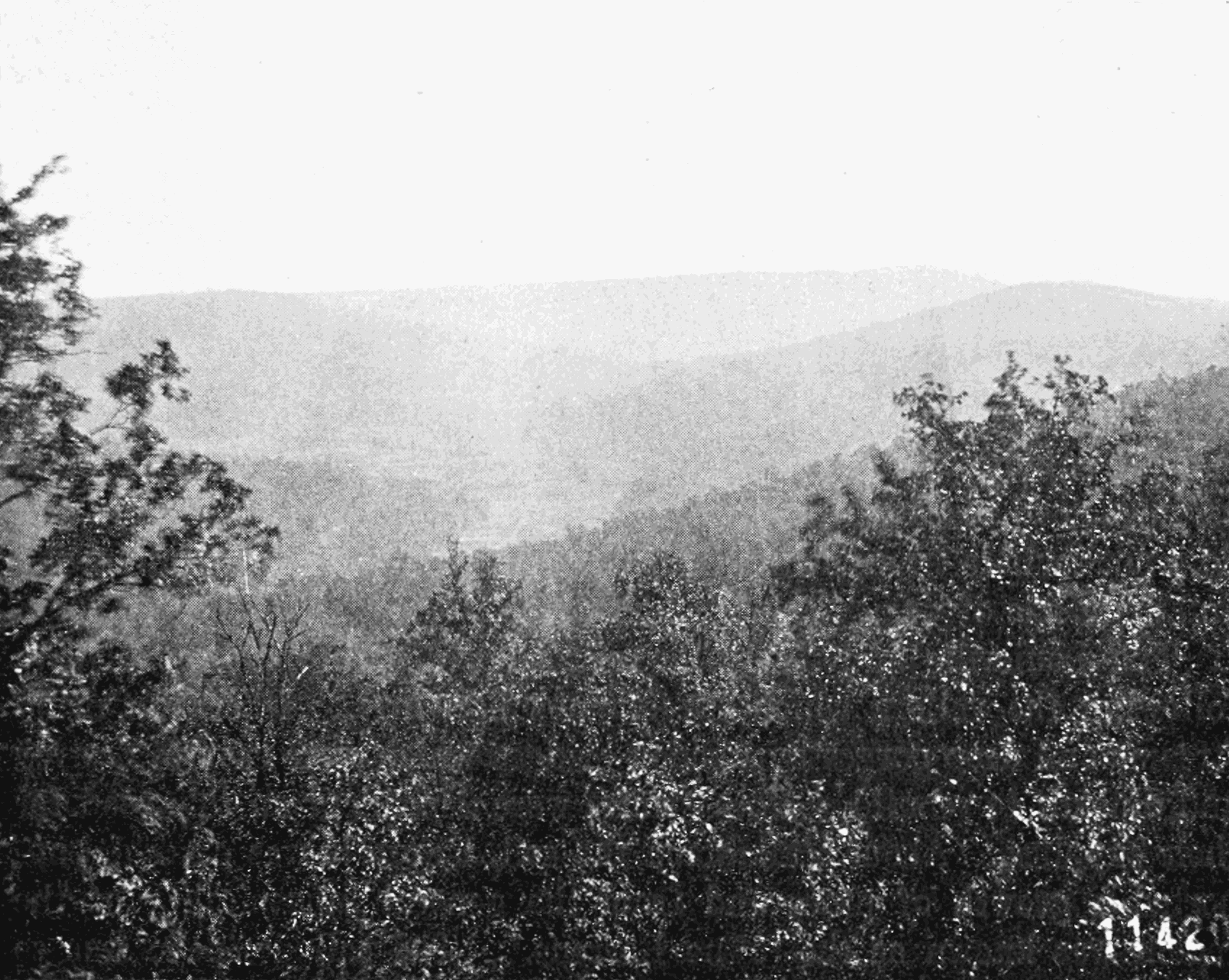
Veduta dell'Altopiano del Cumberland.

Il 29 settembre Stanton ordinò a Grant stesso di recarsi a Chattanooga e prendere il comando della "Divisione militare del Mississippi" in tal modo istituita, ponendo per la prima volta tutto il territorio tra i monti Appalachi e il fiume Mississippi - comprendendo anche una buona parte dello Stato dell'Arkansas - sotto un unico comandante.
Il comandante generale Henry Halleck inizialmente ordinò a Grant di recarsi a Memphis; vi giunse il 16 ottobre e ricevette nuovi ordini per continuare fino a Louisville, nel Kentucky. Si incontrò allora personalmente con Stanton il giorno dopo e venne solo allora a conoscenza del nuovo incarico affidatogli.
Grant ebbe subito la possibilità di sostituire il demoralizzato Rosecrans con Thomas; sebbene non avesse buoni rapporti personali con Thomas, apprezzava ancor meno Rosecrans. Scelse quindi Thomas per comandare l'Armata del Cumberland. Ricevendo un rapporto inesatto sul fatto che Rosecrans si stesse preparando ad abbandonare la città Grant telegrafò d'urgenza a Thomas: "tenete Chattanooga a tutti i costi. Sarò lì il prima possibile". La "Roccia di Chickamauga" rispose: "terremo la città finché non moriremo di fame". Grant viaggiò lungo le infide linee di rifornimento di montagna ed arrivò a Chattanooga il 23 ottobre.
| Comandanti d'Armata avversari nella campagna di Chattanooga |
| ----------------------------------------------------------- |
| - Ulysses S. Grant e Braxton Bragg                          |

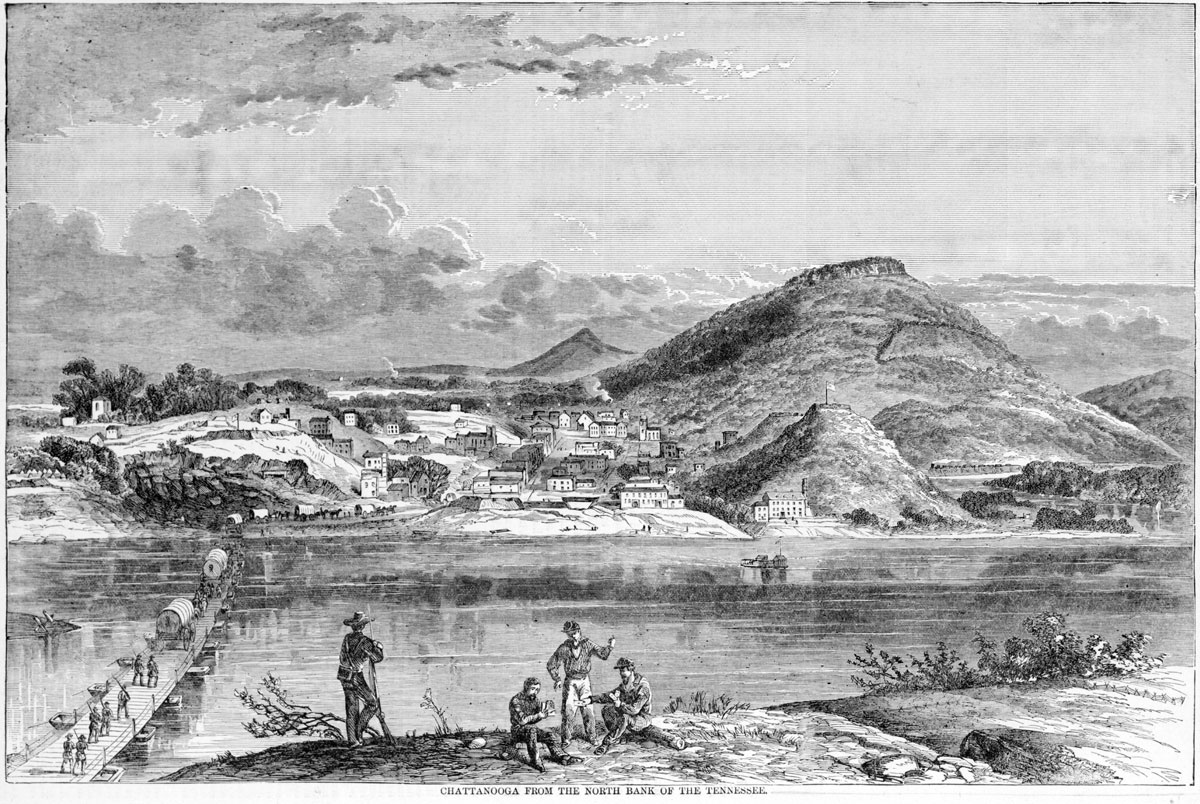
Chattanooga vista dalla riva Nord del Tennessee. Il ponte di barche dell'Esercito è mostrato sulla sinistra, "Lookout Mountain" sulla parte posteriore destra. La piccola collina di fronte al Lookout Mountain è "Cameron Hill", che è stata notevolmente appiattita durante lo sviluppo della città del XX secolo.

### Riapertura del fiume Tennessee

#### Apertura della Cracker Line
Il capo del genio militare William Farrar Smith aveva escogitato assieme a Rosecrans un piano per aprire una linea di rifornimento più sicura per le truppe rinchiuse in città; Thomas lo mise a punto subito dopo aver assunto il comando. Smith informò nei dettaglio Grant appena il nuovo comandante arrivò e questi lo accettò entusiasticamente.
Il punto di traghetto Brown attraversava il fiume Tennessee dal Moccasin Point, ove la strada seguiva un varco attraverso le colline circostanti svoltando a sud in direzione della Lookout Valley (l'odierna Tifonia) fino a Wauhatchie Station per poi andare ad ovest fino al punto di traghetto Kelley, dove il fiume navigabile poteva essere raggiunto dalle imbarcazioni dell'Union Navy.
Se l'Armata del Cumberland fosse riuscita ad impossessarsi del punto di traghetto Brown e da qui collegarsi con la forza di Hooker che proveniva da Bridgeport (Alabama) attraverso la Lookout Valley avrebbe creato una linea di rifornimento affidabile ed efficiente; essa divenne nota come "Cracker Line". Inoltre, truppe posizionate al traghetto Brown sarebbero state una minaccia per il fianco destro di qualsiasi movimento confederato nella valle..
Hooker lasciò Henry Warner Slocum con una divisione del XII corpo a proteggere la tratta ferroviaria da Murfreesboro a Bridgeport; mentre alla divisione rimanente di John White Geary e alle due dell 'XI corpo di Oliver O. Howard fu ordinato di spostarsi rapidamente verso la Lookout Valley. Le cattive condizioni meteorologiche tuttavia ne ritardarono il movimento, quindi Grant decise di proseguire con l'operazione al traghetto Brown prima ancora che Hooker arrivasse. 

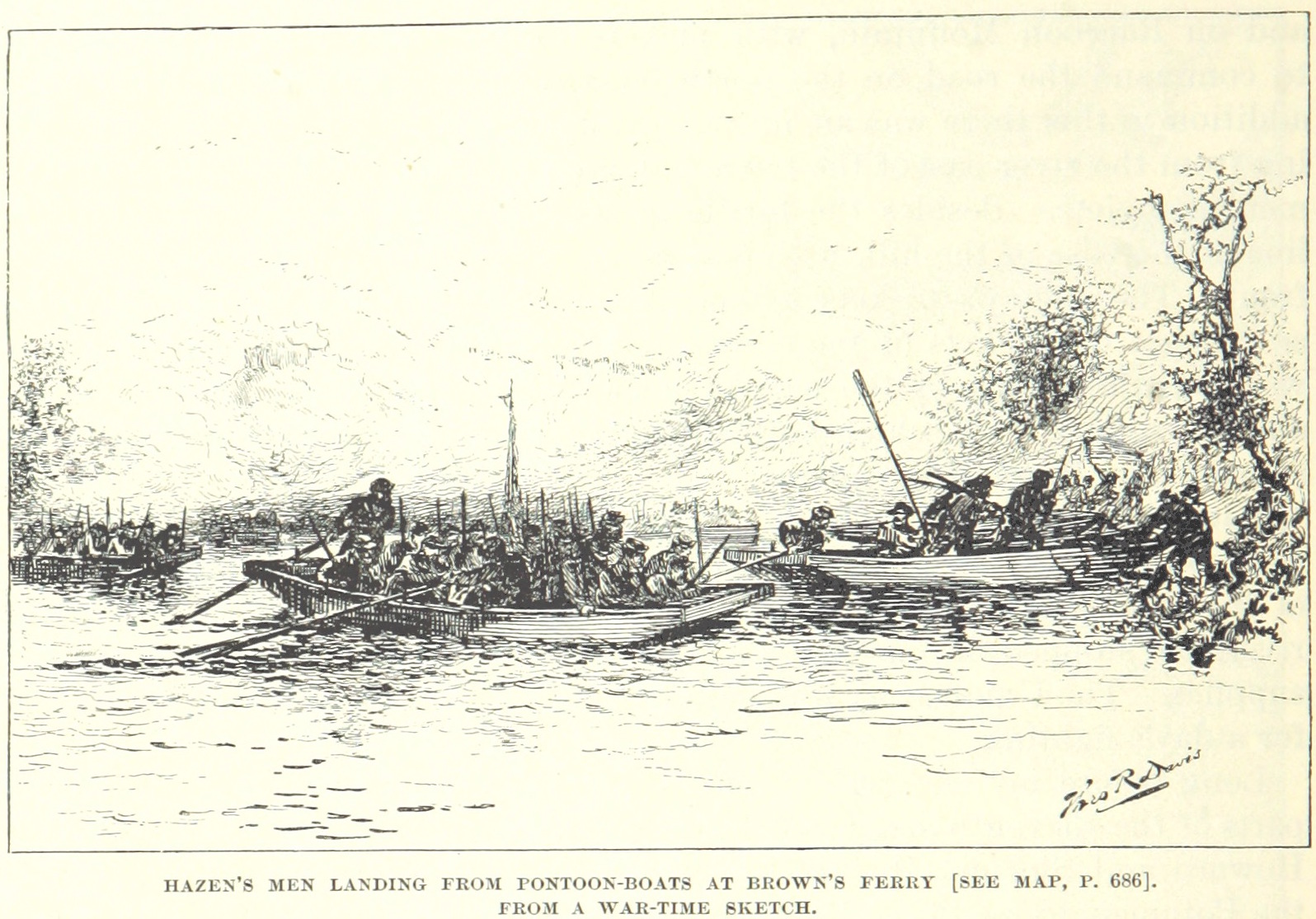
Le truppe di William B. Hazen approdano al traghetto Brown.

Il piano di Smith per l'assalto era quello d'inviare la maggior parte della brigata di William B. Hazen furtivamente sul fiume, su pontoni e zattere  durante la notte per impadronirsi del varco tra le colline sulla riva ovest del fiume, mentre una seconda brigata al comando di Ivan Turchin marciava attraverso il Moccasin Point a supporto.
Bragg non era a conoscenza di questi piani dell'avversario, ma sapeva che Hooker stava per attraversare il fiume a Bridgeport; era quindi preoccupato per il suo fianco sinistro. Ordinò a James Longstreet di trasferire ulteriori unità a Lookout Valley ma, all'insaputa di Bragg, l'ordine rimase disatteso. La mancanza di diligenza di Longstreet inoltre fece sì che gli ordini si contraddicessero per cui rimasero solo due reggimenti vicino al traghetto Brown.
Nella prima mattinata del 27 ottobre gli uomini di Hazen passarono inosservati oltre la postazione confederata sulle "Lookout Mountain", aiutati in ciò anche dalla nebbia bassa e dalla mancanza di luce lunare; furono in grado quindi di conquistare il terreno sopra il traghetto Brown attorno alle ore 4:40. Un contrattacco della 15th Alabama Infantry guidata da William C. Oates venne respinto e lo stesso Oates rimase ferito.
Il comandante di brigata di Oates, Evander Law, mise la brigata a bloccare la strada su Lookout Mountain e riferì a Longstreet del successo unionista; questi però non diede peso alla relazione ricevuta, considerando che l'attacco dell'Unione fosse solamente un diversivo, per cui non si preoccupò di trasmettere le informazioni a Bragg. Quando questi lo venne a sapere, ordinò a Longstreet di riconquistare immediatamente il terreno perduto, ma Longstreet ancora una volta non fece alcunché cosicché gli uomini di Smith trascorsero il resto della giornata a consolidare la loro testa di ponte senza subire interferenze.
La colonna di Hooker sfilò attraverso la "Lookout Valley" e raggiunse Hazen e Turchin al traghetto Brown alle 15:45 del 28 ottobre. Gli uomini di Thomas iniziarono i preparativi per portare i rifornimenti sulla Cracker Line e Thomas telegrafò al comandante generale Henry Halleck che si attendeva "entro pochi giorni di essere abbastanza ben rifornito".
L'armata di Thomas poté così riunirsi a quella del Cumberland, rinforzandola di 20000 uomini comandati da Hooker, permettendo in questo modo di far affluire a Chattanooga i rifornimenti ed aumentando enormemente le possibilità di difesa degli uomini di Grant.

#### Wauhatchie
Dopo che Longstreet aveva ignorato diversi ordini di Bragg di attaccare il traghetto Brown, gli fu ordinato di attaccare la concentrazione di Hooker a Wauhatchie; qui Hooker aveva trascurato di sistemare la sua truppa in adeguate posizioni difensive, dando semplicemente istruzione di trovare una buona copertura per il bivacco. Distaccò inoltre la divisione di John White Geary a Wauhatchie Station, sulla ferrovia tra Nashville e Chattanooga, con l'intento di proteggere la linea di comunicazione verso Sud e la strada verso Ovest fino a "Kelley's Ferry".

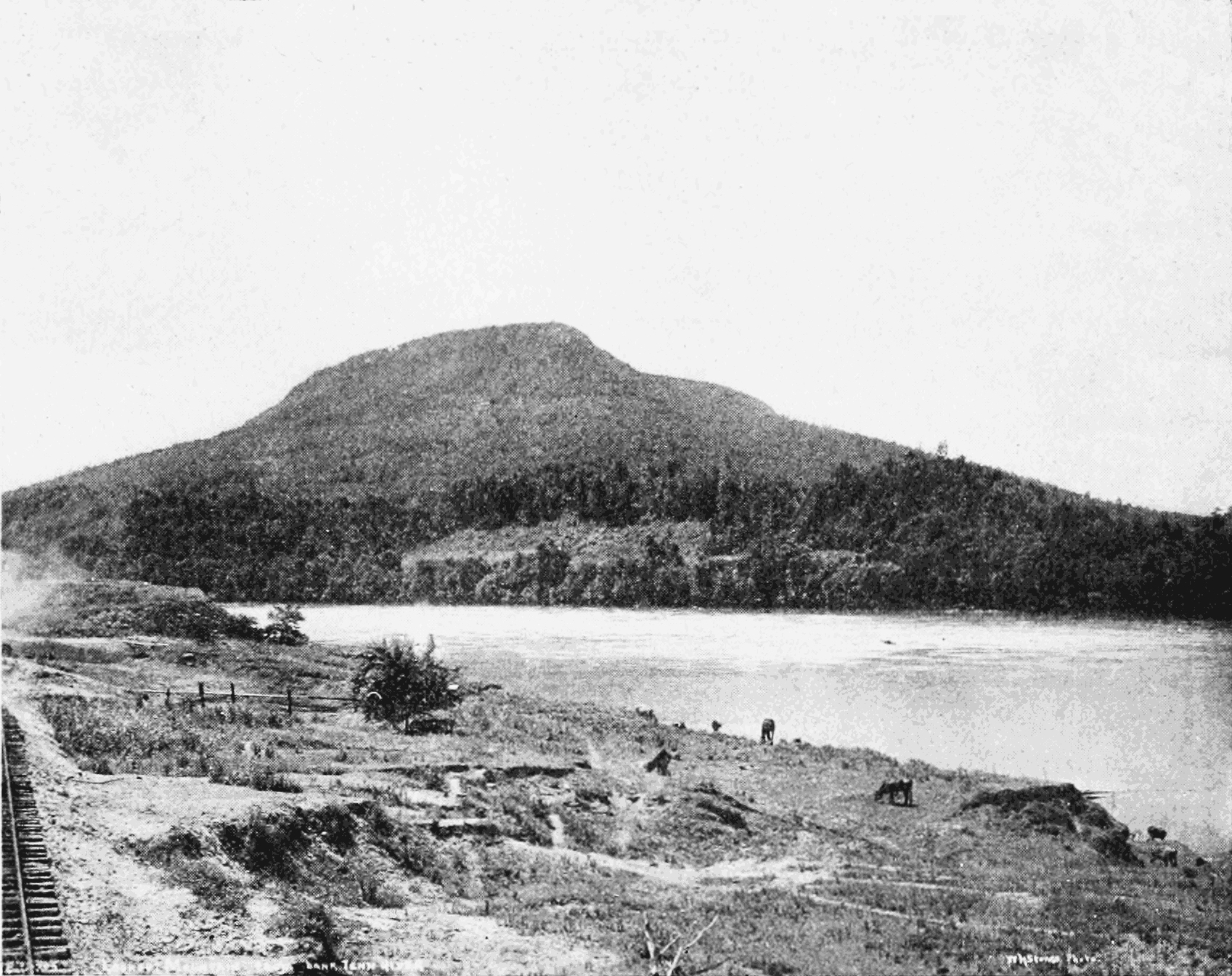
Foto del "Lookout Mountain" di fronte al fiume Tennessee; all'estrema sinistra la linea ferroviaria.

Longstreet rimase stupito nel vedere i soldati bivaccanti di Geary parcheggiati davanti al grande vagone merci della stazione. Egli ordinò quindi un attacco notturno - un evento che si verificò con relativa rarità per tutto il corso della guerra civile - utilizzando solamente la brigata di E. Law facente parte della divisione di Micah Jenkins di stanza su "Lookout Mountain" e con un numero di truppe di molto inferiore a quello che Bragg aveva autorizzato. L'attacco, previsto per le 22 del 28 ottobre, a causa della confusione nei piani direttivi confederati fu però ritardato fino ad oltre la mezzanotte.
Anche se Geary e i suoi ufficiali si attendevano un attacco e avevano disposto i picchetti, il suo inizio improvviso li colse alla sprovvista. Avvolti da Nord dalla brigata di John Bratton i difensori formarono una linea di battaglia a forma di V rivolta rispettivamente a Nord e ad Est; il figlio di Geary, il tenente artigliere Edward, fu ferito mortalmente nel corso dello scontro e perì tra le braccia del padre. Udendo i rumori della battaglia Hooker dal traghetto Brown mandò Oliver O. Howard con due divisioni dell'XI Corpo come rinforzi. Anche qui gli ordini di marcia si rivelarono essere alquanto confusi, tanto da ritardarne la celerità di movimento. 

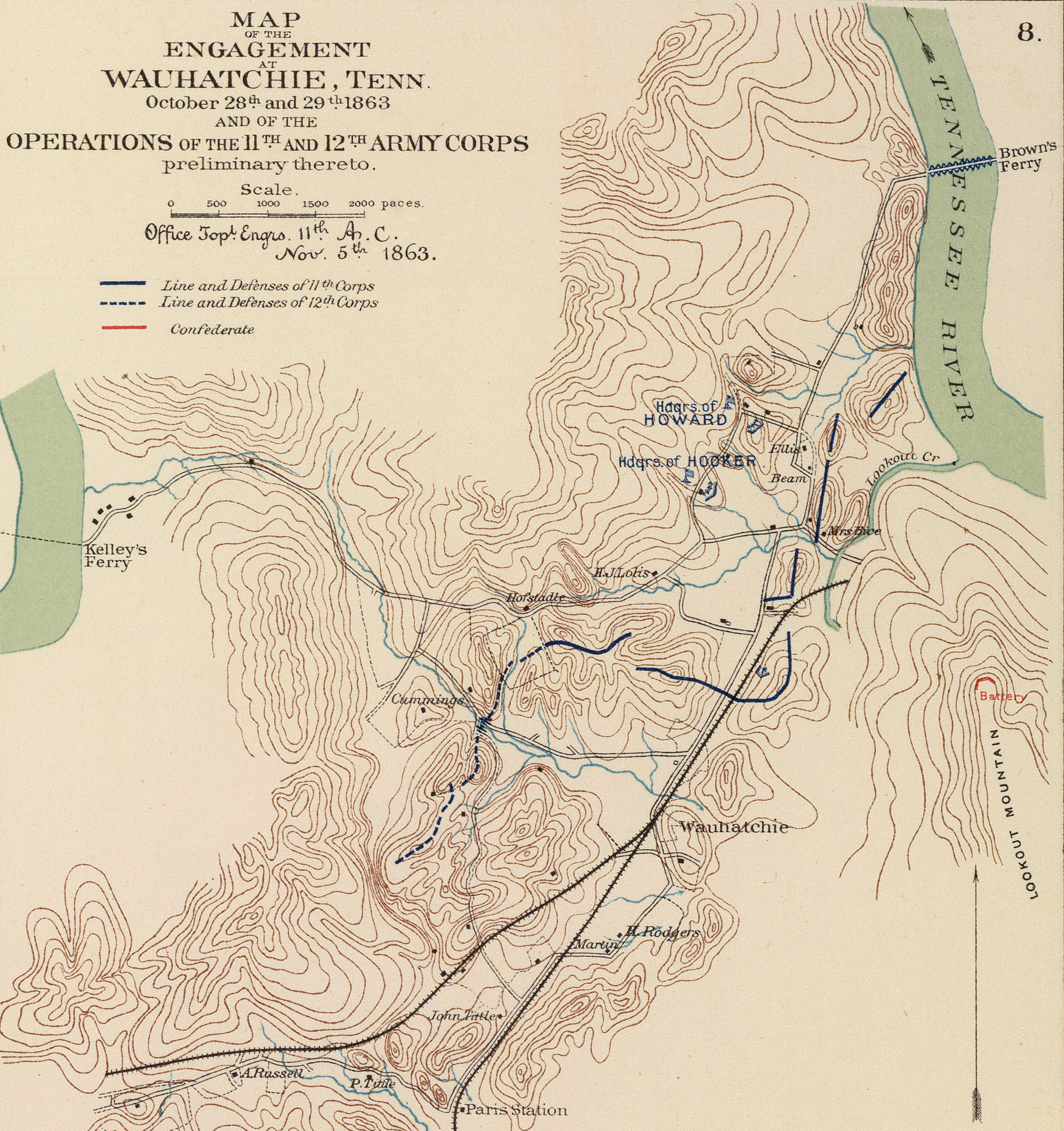
Mappa della battaglia di Wauhatchie.

Hooker schierò erroneamente unità da entrambe le divisioni per opporsi a Law, che era affiancato da Henry Lewis Benning, senza lasciare così nessuno disponibile per andare in aiuto di Geary rimasto completamente sguarnito. I 2000 confederati di Law erano molto meno numerosi di quelli inviati da Hooker, ma la posizione sulla sommità collinare era naturalmente forte cosicché molti dei vigorosi assalti scagliati dagli unionisti furono respinti, seppur con qualche difficoltà.
Ricevendo un rapporto erroneo sul fatto che Bratton si stesse ritirando Law decise di retrocedere; proprio mentre i suoi uomini si apprestavano ad abbandonare i trinceramenti sulla collina la brigata di Orland Smith (facente parte della divisione di Adolph von Steinwehr) si riversò su di loro, catturando i ritardatari e facendo sbandare un intero reggimento Sudista il quale non era riuscito a ricevere l'ordine di ritirarsi.
Nel frattempo Hooker accettò di lasciare Howard procedere a Wauhatchie con il supporto della cavalleria. Gli uomini di Geary continuarono a mantenere saldamente la loro posizione, anche se cominciarono a scarseggiare per quanto riguardava la disponibilità di munizioni; proprio mentre Bratton iniziava a percepire la possibile vittoria ricevette un messaggio da Jenkins che gli intimava di ritirarsi in quanto i rinforzi dell'Union Army stavano giungendo direttamente alle sue spalle. Retrocesse pertanto su "Lookout Mountain", coperto con successo dalla brigata di Benning.
Entrambe le parti avevano programmato molto male i piani e l'ordine di battaglia; l'eccessiva trascuratezza di Hooker nella disposizione dei suoi uomini li aveva lasciati costantemente a rischio. Grant rimase disgustato dall'esecuzione priva di coscienziosità del suo sottoposto e pensò seriamente di sollevarlo dall'incarico.
Dall'altra parte Longstreet ebbe a disposizione troppi pochi uomini per un assalto di questa importanza e anche Bragg era disgustato dal suo comportamento; la biografa del generale sudista Judith L. Hallock scrive che Wauhatchie fu per Longstreet un "attacco mal concepito, mal pianificato e mal coordinato" che "sfociò in un macello indiscriminato". I confederati in conclusione furono respinti e la "Cracker Line" resistette agli attacchi.

#### Partenza di Longstreet
Bragg aveva commesso l'errore più eclatante di tutta la sua carriera. In una modalità troppo tipica dei soggetti insicuri di se stessi aveva permesso al rancore di scacciare il pensiero razionale; senza alcun piano coerente e con la completa mancanza di uno stretto coordinamento tra le 2 unità sul campo aveva diviso il proprio esercito di fronte ad un nemico numericamente superiore che stava oltretutto per ricevere ulteriori rinforzi.
Peter Cozzens, The Shipwreck of Their Hopes
L'apertura della "Cracker line" cambiò fondamentalmente la situazione strategica. Bragg sapeva che l'assedio era stato rotto a tutti gli effetti e considerando le sue opzioni: a) ritirarsi dall'area; b) aggredire le fortificazioni dell'Unione a Chattanooga; c) rimanere in attesa dell'attacco di Grant; d) tentare di aggirare il fianco destro dell'avversario ed infine e) provare ad aggirare il fianco sinistro, egli si rese conto che il movimento attorno all'Ala sinistra di Grant era l'unica possibilità davvero promettente.

Localizzazione della Contea di Knox con la sua capitale Knoxville.

Essa potenzialmente avrebbe potuto permettergli di ristabilire un'ulteriore linea di rifornimento ferroviaria (necessariamente passando dalla Virginia via Knoxville) oltre che unire le proprie forze con circa 10000 uomini operanti nella regione Sud-Occidentale guidati da Samuel Jones. Un serio impedimento a tale piano era però costituito dall'Armata dell'Ohio di Ambrose Burnside la quale occupava Knoxville bloccandone la ferrovia.
Il 17 ottobre Bragg aveva ridisposto la divisione di Carter Littlepage Stevenson e due brigate di cavalleria per riuscire ad estendere il proprio fianco in prossimità dello snodo ferroviario; il 22 ottobre aggiunse alla spedizione anche la divisione di John King Jackson, portando in tal modo il totale a circa 11000 uomini. Prese in considerazione anche l'invio di John C. Breckinridge, comandante di Corpo d'armata di Stevenson.
All'inizio di novembre prescrisse ulteriori rinforzi e cambiò gli ordini iniziali dal semplice ampliamento del fianco destro alla cacciata completa di Burnside lontano da Knoxville, il che avrebbe ristabilito massicciamente le comunicazioni con la Virginia.
Ma gli eventi del Teatro Orientale indussero velocemente Bragg a modificare il proprio piano. Rispondendo ad un suggerimento di Jefferson Davis in persona annunciò in un consiglio di guerra svoltosi il 3 novembre che avrebbe inviato Longstreet e le sue due divisioni nel Tennessee Orientale per occuparsi di Burnside, sostituendo così la forza congiunta di Stevenson/Jackson.
Davis aveva suggerito a Longstreet questo incarico perché intendeva che le sue divisioni tornassero all'Armata Confederata della Virginia Settentrionale alla fine della campagna e che Knoxville fosse sulla via del rientro al controllo Sudista. Di fronte ad una forza nemica in rapida espansione Bragg scelse di dividere la sua armata e diminuire in tal modo in maniera decisiva la propria capacità difensiva di circa 4000 uomini (meno del 10%) per facilitare la mossa su Knoxville.
Lo storico della campagna Steven E. Woodworth giudica tuttavia che "anche la perdita piatta del numero di soldati buoni nelle divisioni di Longstreet sarebbe stato un guadagno per l'esercito nel liberarlo dalle faide e dagli autentici crimini compiuti dal loro generale".

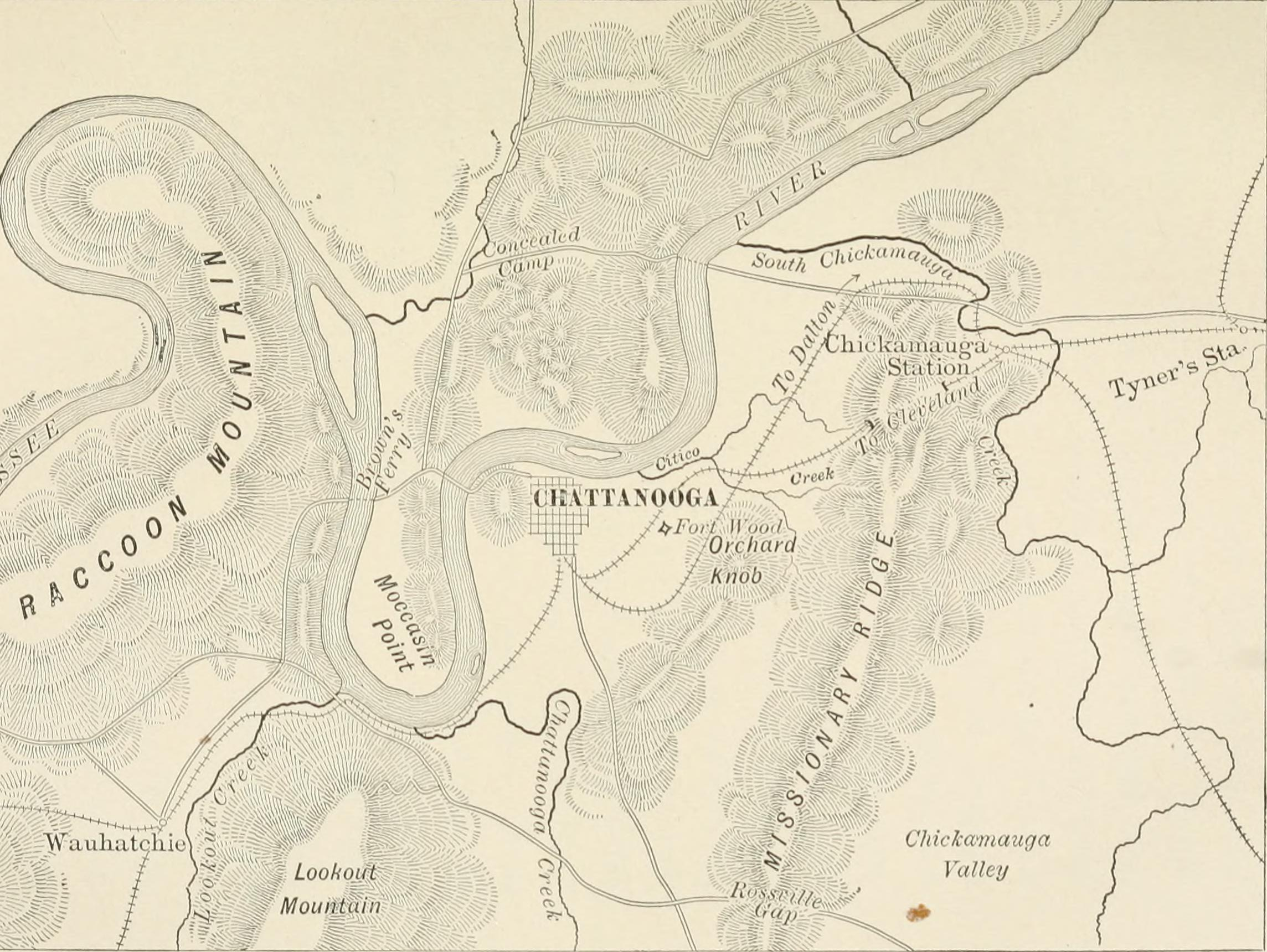
Mappa che mostra la disposizione di Chattanooga (al centro), "Chickamauga Station" (a Nord-est), "Missionary Ridge" (ad Est), "Chickamauga Valley" (a Sud-est), "Lookout Mountain" e "Wauhatchie" (a Sud-ovest), "Moccassin Point" e il traghetto Brown (ad Ovest).

### Preparativi per la battaglia
Grant aveva ancora a disposizione due settimane di tempo dopo Wauhatchie prima che arrivasse Sherman, incaricò pertanto Thomas e Smith di pianificare un assalto contro Bragg il quale avrebbe dovuto avere inizio con un attacco portato da Sherman sul fianco destro confederato; sottolineò anche il fatto che non l'avrebbe approvato fino a quando il suo più stretto collaboratore non avesse avuto l'opportunità di rivederlo.
A seguito di un suo considerevole studio e revisione i due generali finalmente presentarono le proprie conclusioni il 14 novembre. Le truppe in arrivo avrebbero utilizzato le strade appena migliorate per passare attraverso le colline poste a Nord del centro urbano fortificato, prendendo quindi una via che non era visibile da "Lookout Mountain"; sperando che l'avversario non sarebbe riuscito a venire a sapere con certezza se si stesse prendendo di mira Chattanooga oppure in alternativa Knoxville.
Smith avrebbe fatto assemblare ogni tipo di imbarcazione e pontone disponibili per consentire in tal modo al Corpo d'armata appena sopraggiunto di attraversare in sicurezza il fiume Tennessee nei pressi della foce a Sud del "Chickamauga Creek" e assaltare l'Ala destra confederata su "Missionary Ridge". Se l'attacco si fosse rivelato un successo l'Unione sarebbe riuscita ad ottenere il pieno controllo delle due linee ferroviarie chiave che si occupavano di rifornire l'armata di Bragg, costringendolo in tal modo a ritirarsi.
L'armata di Thomas avrebbe simultaneamente bloccato il centro confederato su "Missionary Ridge". Il piano così predisposto previde anche che Hooker assalisse e conquistasse "Lookout Mountain", l'Ala sinistra del nemico, per proseguire poi fino a Rossville (Georgia) ove si sarebbe appostato per tagliarne la potenziale via di fuga in direzione Sud.
Sherman si presentò di fronte alle proprie truppe schierate nella serata del 15 novembre; osservando la fine della cresta di "Missionary Ridge", che era stata designata come suo obiettivo, osservando che avrebbe potuto prenderlo entro le ore 9 del giorno assegnatogli. Grant approvò le disposizioni fatte adottare dai propri generali, anche se ritirò il sostegno all'attacco di Hooker a "Lookout Mountain" avendo l'intenzione di far sì che la massa propulsiva dell'assalto rimanesse concentrata sull'Armata di Sherman.
La gran parte dei suoi uomini si trovava però ancora ad una considerevole distanza da Chattanooga in quanto avevano ricevuto l'ordine da parte di Halleck di riparare la linea ferroviaria mentre si trovavano in marcia (un percorso complessivo di 330 miglia), ordine annullato da Grant il 27 ottobre. Il suo comandante aveva inizialmente ignorato i consigli di Thomas il quale marciava rapidamente ad un ritmo sostenuto senza l'impedimento ferroviario, così come aveva già fatto anche Hooker.
Sebbene Grant avesse sperato di riuscire ad iniziare le operazioni offensive già il 21, al 20 novembre solamente una delle brigate di Sherman - su un totale di 4 divisioni, circa 20000 uomini - aveva attraversato il traghetto Brown; l'attacco dovette pertanto essere posticipato. Il comandante della "Divisione dell'Ovest" venne messo sotto pressione dalla presidenza di Abraham Lincoln per reagire al più presto all'avanzata di Longstreet contro Burnside a Knoxville.
Dall'altra parte Bragg, avendo liquidato la maggior parte della propria cavalleria, aveva ben pochi mezzi per raccogliere informazioni sui movimenti del campo unionista. Egli concluse che il Corpo di Sherman si sarebbe diretto verso l'estremo fianco destro del suo Dipartimento, proprio a Knoxville quindi e non a Chattanooga; pertanto egli credette che l'assalto principale dell'Unione si sarebbe verificato sulla sua Ala sinistra a "Lookout Mountain". Il 12 novembre il comandante Sudista mise Carter Littlepage Stevenson alla guida generale della posizione difensiva montuosa, facendone piazzare la divisione proprio sulla vetta.
Le brigate di John King Jackson, Edward Cary Walthall e John Creed Moore furono collocate sulla spianata della montagna, un passaggio a strettoia relativamente piatto che s'avvolgeva tutt'attorno all'estremità settentrionale del monte posto circa a metà strada dalla cima. Jackson in seguito scrisse a proposito dell'insoddisfazione provata dai comandanti assegnati a quest'area: "in effetti è stato concordato da tutti che la posizione era estremamente difficile da difendere da un forte dispiegamento nemico in fase di avanzata coperto dal fuoco di un pesante sbarramento"".
Lo storico dell'Armata del Tennessee Thomas L. Connelly scrive che, nonostante l'imponente apparenza che poteva anche sembrar suscitare a prima vista "Lookout Mountain", ""la forza d'inespugnabilità della montagna era solamente un mito... Era impossibile mantenere il pianoro a mezza altezza che era dominato e costantemente sotto il tiro dell'artiglieria federale a Moccasin Bend". Sebbene Stevenson mettesse una batteria d'artiglieri proprio sulla cresta della montagna i cannoni non erano abbastanza potenti da riuscire a toccare fino al pianoro, che era d'altronde agevolmente accessibile da numerosi sentieri provenienti dal lato Ovest.
L'insoddisfazione prevalse anche a Chattanooga Valley e sulla "Missionary Ridge", là ove John C. Breckinridge - che comandava il centro e la destra di Bragg - ebbe a disposizione soltanto 16000 uomini per difendere una linea lunga 5 miglia. James Patton Anderson, la cui divisione vi era stata assegnata, operò lungo la base Occidentale della dorsale e scrisse che "questa linea di difesa, seguendo le sue sinuosità, era lunga più di due miglia: quasi il doppio rispetto a quanto il numero di baionette presenti nella Divisione avrebbe potuto difendere adeguatamente".
Bragg esacerbò la situazione il 22 novembre ordinando a Patrick Ronayne Cleburne di far retrocedere le proprie divisioni dalla prima linea e a Simon Bolivar Buckner di marciare fino a "Chickamauga Station" con l'intento di mantenere un più stretto controllo del trasporto ferroviario in direzione di Knoxville; ma facendo in tal maniera rimuovere oltre 11000 uomini dalla difesa di Chattanooga.
Questa mossa fu apparentemente adottata in quanto, esattamente come aveva sperato Grant, Bragg concluse che le truppe di Sherman si sarebbero trasferite a Knoxville, nel qual caso Longstreet avrebbe avuto bisogno dei rinforzi per i quali aveva continuato a chiedere a gran voce fin dal momento in cui vi era stato assegnato per la prima volta.

## Forze in campo
Fonti:

### Unione
| Comandanti unionisti subordinati                        |
| ------------------------------------------------------- |
| - William T. Sherman - George H. Thomas - Joseph Hooker |

La "Divisione militare del Mississippi" assemblata da Grant si riunì a Chattanooga con le seguenti forze:
- Maggior generale Ulysses S. Grant

Quartier generale
- Capo di stato maggiore: Brigadier generale John Aaron Rawlins
- Comandante dei Trasporti: Colonnello Joseph Dana Webster[70]

L'Armata del Cumberland, guidata dal Maggior generale George H. Thomas, composta dal IV Corpo di Gordon Granger e dal XIV Corpo di John McAuley Palmer;
- Capo di stato maggiore: Maggior generale Joseph Jones Reynolds
- Assistente aiutante generale: Brigadier generale G William D. Whipple

Quartier generale
- 10th Ohio Infantry: Luogotenente colonnello William M. Ward
- Tiratori scelti - 1st Ohio: Capitano Gershom M. Barber

#### IV Corpo
| Divisioni                                                | Brigate                                              | Reggimenti e altri |
| -------------------------------------------------------- | ---------------------------------------------------- | --- |

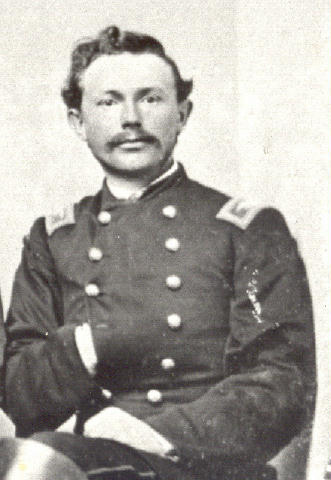
Foto del Colonnello Charles Garrison Harker.

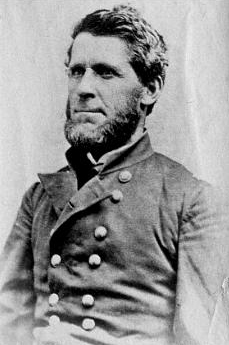
Foto del Colonnello William Grose.

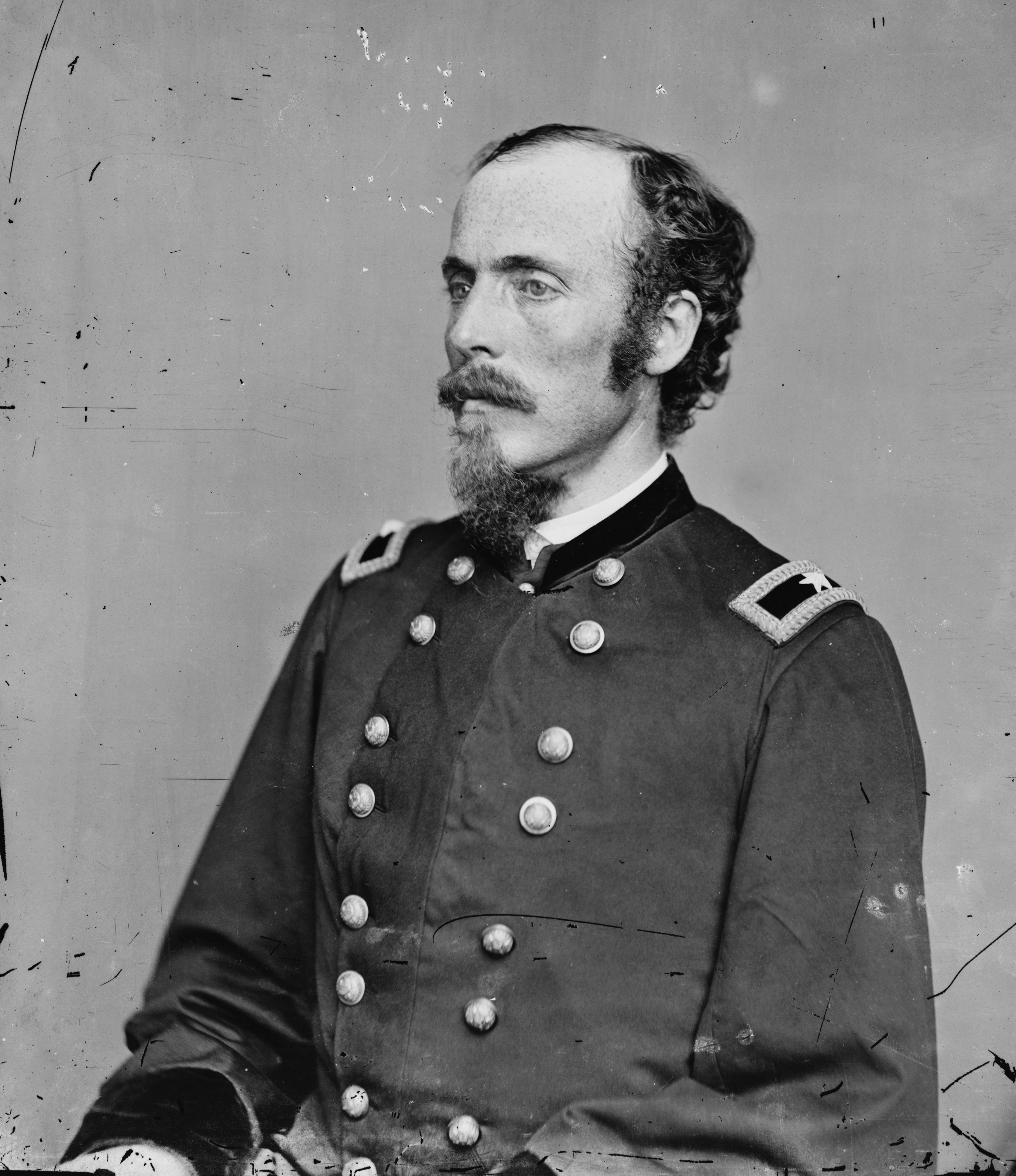
Foto del Colonnello Emerson Opdycke.

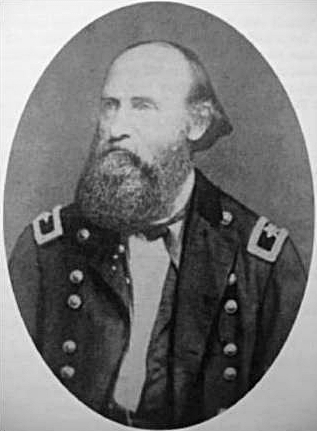
Foto del Brigadier generale August Willich.

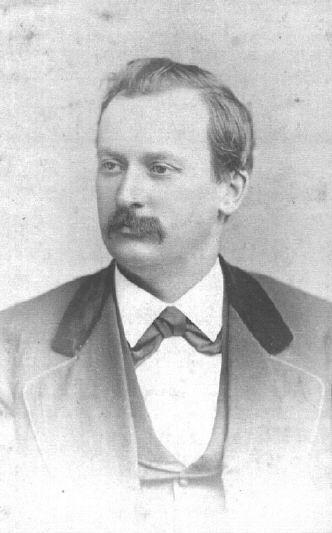
Foto del Colonnello John Alexander Martin.

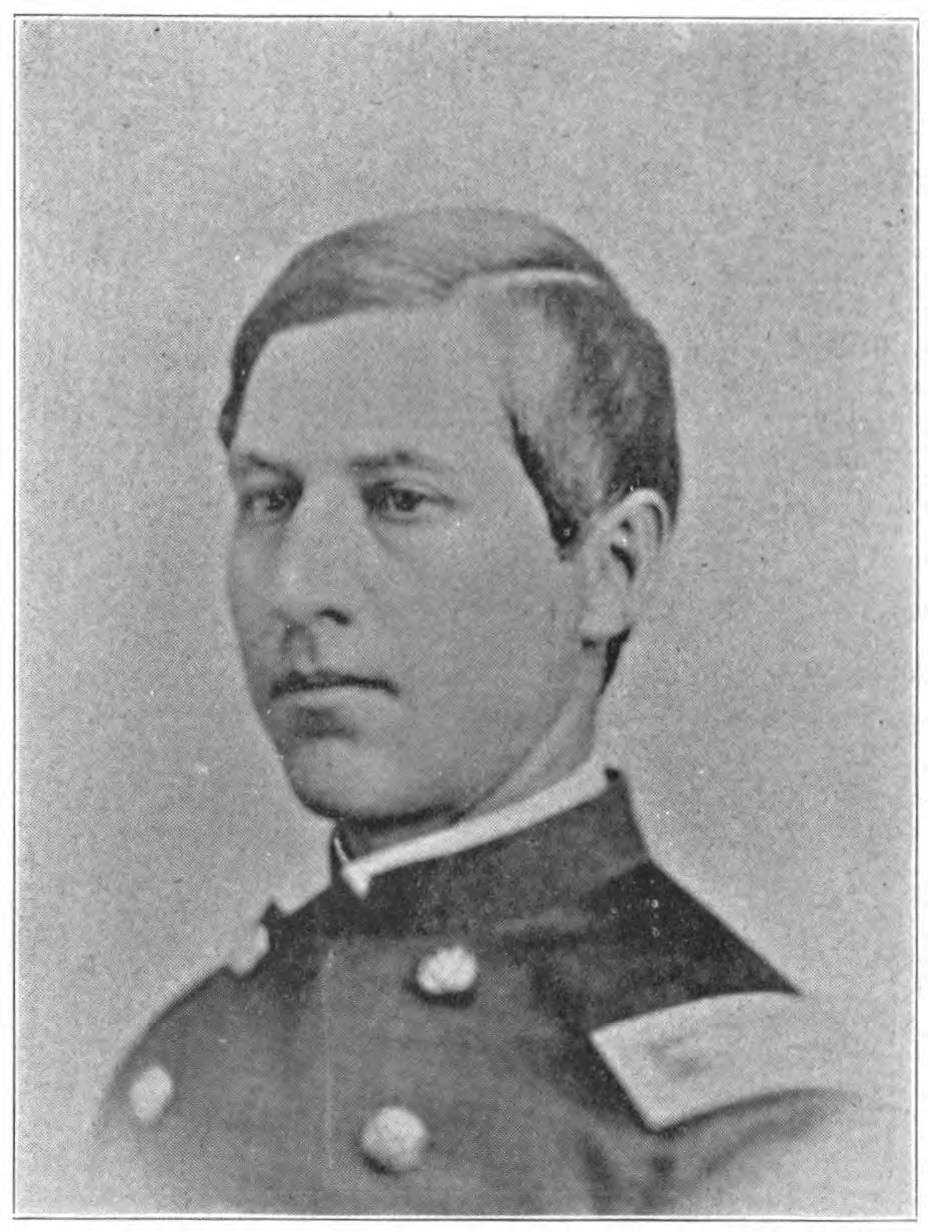
Foto del Colonnello Aquila Wiley.

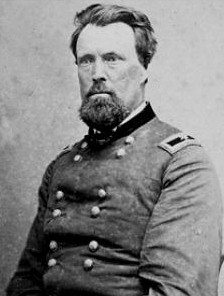
Foto del Brigadier generale Samuel Beatty.

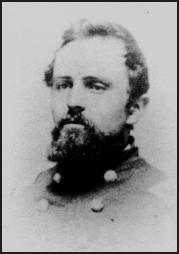
Foto del Colonnello George Henry Cram.

| Prima Divisione Brigadier generale Charles Cruft         | 2ª Brigata Brigadier generale Walter Chiles Whitaker | - 96th Illinois Volunteer Infantry Regiment: Colonnello Thomas E. Champion, Maggior George Hicks - 35th Regiment Indiana Infantry: Colonnello Benjamin F. Mullen - 8th Regiment Kentucky Volunteer Infantry: Colonnello Sidney M. Barnes - 40th Ohio Infantry: Colonnello Jacob E. Taylor - 51st Ohio Infantry: Luogotenente colonnello Charles H. Wood - 99th Ohio Infantry: Luogotenente colonnello John E. Cummins |
| Prima Divisione Brigadier generale Charles Cruft         | 3ª Brigata Colonnello William Grose                  | - 59th Illinois Volunteer Infantry Regiment: Maggior Clayton Hale - 75th Illinois Volunteer Infantry Regiment: Colonnello John E. Bennett - 84th Illinois Volunteer Infantry Regiment: Colonnello Louis H. Waters - 9th Indiana Infantry Regiment: Colonnello Isaac C. B. Suman - 36th Regiment Indiana Infantry: Maggior Gilbert Trusler - 24th Ohio Infantry: Capitano George M. Bacon |
| Prima Divisione Brigadier generale Charles Cruft         | Scorta                                               | - 92nd Illinois Volunteer Mounted Infantry Regiment, Compagnia E: Capitano Mathew Van Buskirk |
| Seconda Divisione Maggior generale Philip Henry Sheridan | 1ª Brigata Colonnello Francis Trowbridge Sherman     | - 36th Illinois Volunteer Infantry Regiment: Colonnello Silas Miller, Lugotenente colonnello Porter C. Olson - 44th Illinois Volunteer Infantry Regiment: Colonnello Wallace W. Barrett - 73rd Illinois Volunteer Infantry Regiment: Colonnello James F. Jacquess - 74th Illinois Volunteer Infantry Regiment: Colonnello Jason Marsh - 88th Illinois Volunteer Infantry Regiment: Luogotenente colonnello George W. Chandler - 22nd Regiment Indiana Infantry: Colonnello Michael Gooding - 2nd Missouri Volunteer Infantry: Colonnello Bernard Laiboldt, Luogotenente colonnello Arnold Beck - 15th Missouri Volunteer Infantry: Colonnello Joseph Conrad (ferito), Capitano Samuel Rexinger - 24th Wisconsin Volunteer Infantry Regiment: Maggior Carl von Baumbach                                                     |
| Seconda Divisione Maggior generale Philip Henry Sheridan | 2ª Brigata Brigadier generale George Day Wagner      | - 100th Illinois Volunteer Infantry Regiment: Maggior Charles M. Hammond - 15th Regiment Indiana Infantry: Colonnello Gustavus A. Wood, Maggior Frank White (ferito), Capitano Benjamin F. Hegler - 40th Regiment Indiana Infantry: Luogotenente colonnello Elias Neff - 57th Regiment Indiana Infantry: Luogotenente colonnello George W. Leonard - 58th Regiment Indiana Infantry: Luogotenente colonnello Joseph Moore - 26th Ohio Infantry: Luogotenente colonnello William H. Young - 97th Ohio Infantry: Luogotenente colonnello Milton Barnes |
| Seconda Divisione Maggior generale Philip Henry Sheridan | 3ª Brigata Colonnello Charles Garrison Harker        | - 22nd Illinois Volunteer Infantry Regiment: Luogotenente colonnello Francis Swanwick - 27th Illinois Volunteer Infantry Regiment: Colonnello Jonathan R. Miles - 42nd Illinois Volunteer Infantry Regiment: Colonnello Nathan H. Walworth, Capitano Edgar D. Swain - 51st Illinois Volunteer Infantry Regiment: Maggior Charles W. Davis (ferito), Capitano Albert M. Tilton - 79th Illinois Volunteer Infantry Regiment: Colonnello Allen Buckner - 3rd Regiment Kentucky Volunteer Infantry: Colonnello Henry C. Dunlap - 64th Ohio Infantry: Colonnello Alexander McIlvan - 65th Ohio Infantry: Colonnello William A. Bullitt - 125th Ohio Infantry: Colonnello Emerson Opdycke, Capitano Edward P. Bates |
| Seconda Divisione Maggior generale Philip Henry Sheridan | Artiglieria Capitano Warren P. Edgarton              | - 1st Illinois Light, Batteria M: Capitano George W. Spencer - 10th Independent Battery Indiana Light Artillery: Capitano William A. Naylor - Battery G, 1st Missouri Light Artillery: Luogotenente Gustavus Schueler |
| Terza Divisione Brigadier generale Thomas John Wood      | 1ª Brigata Brigadier generale August Willich         | - 25th Illinois Volunteer Infantry Regiment: Colonnello Richard H. Nodine - 35th Illinois Volunteer Infantry Regiment: Luogotenente colonnello William P. Chandler - 89th Illinois Volunteer Infantry Regiment: Luogotenente colonnello William D. Williams - 32nd Regiment Indiana Infantry: Luogotenente colonnello Frank Erdelmeyer - 68th Indiana Infantry Regiment: Luogotenente colonnello Harvey J. Espy (ferito), Capitano Richard L. Leeson - 8th Regiment Kansas Volunteer Infantry: Colonnello John Alexander Martin - 15th Ohio Infantry: Luogotenente colonnello Frank Askew - 49th Ohio Infantry: Maggior Samuel F. Gray - 15th Wisconsin Volunteer Regiment: Capitano John A. Gordon |
| Terza Divisione Brigadier generale Thomas John Wood      | 2ª Brigata Brigadier generale William B. Hazen       | - 6th Indiana Infantry Regiment: Maggior Calvin D. Campbell - 5th Regiment Kentucky Volunteer Infantry: Colonnello William W. Berry (ferito), Luogotenente colonnello John L. Treanor - 6th Regiment Kentucky Volunteer Infantry: Maggior Richard T. Whitaker - 23rd Regiment Kentucky Volunteer Infantry: Luogotenente colonnello James C. Foy - 1st Ohio Infantry: Luogotenente colonnello Bassett Langdon (ferito), Maggior Joab A. Stafford (ferito) - 6th Ohio Infantry: Luogotenente colonnello Alexander C. Christopher - 41st Ohio Infantry: Colonnello Aquila Wiley (ferito), Luogotenente colonnello Robert L. Kimberly - 93rd Ohio Infantry: Maggior William Birch (ferito, poi morto), Capitano Daniel Bowman (ferito), Capitano Samuel B. Smith - 124th Ohio Infantry: Luogotenente colonnello James Pickands |
| Terza Divisione Brigadier generale Thomas John Wood      | 3ª Brigata Brigadier generale Samuel Beatty          | - 79th Regiment Indiana Infantry: Colonnello Frederick Knefler - 86th Regiment Indiana Infantry: Colonnello George F. Dick - 9th Regiment Kentucky Volunteer Infantry: Colonnello George Henry Cram - 17th Regiment Kentucky Volunteer Infantry: Colonnello Alexander Stout - 13th Ohio Infantry: Colonnello Dwight Jarvis, Jr. - 19th Ohio Infantry: Colonnello Charles F. Manderson - 59th Ohio Infantry: Maggior Robert J. Vanosdol |
| Terza Divisione Brigadier generale Thomas John Wood      | Artiglieria Capitano Cullen Bradley                  | - Illinois Light, Bridges' Battery: Capitano Lyman Bridges - 6th Ohio Battery: Luogotenente Oliver H. P. Ayres - Independent Battery B, Pennsylvania Light Artillery: Luogotenente Samuel M. McDowell |

#### XIV Corpo
- Scorta - 1st Ohio Cavalry, Compagnia L: Capitano John D. Barker

| Divisioni                                                    | Brigate                                                                       | Reggimenti e altri |
| ------------------------------------------------------------ | ----------------------------------------------------------------------------- | --- |

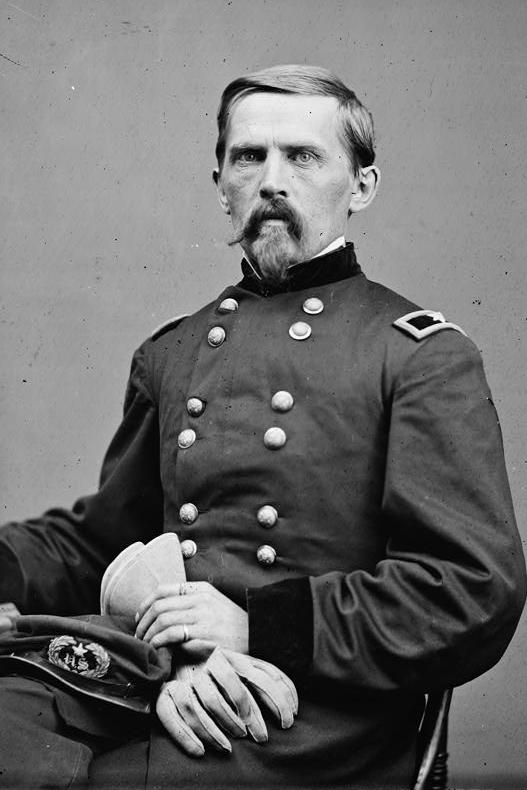
Foto del Brigadier generale William Passmore Carlin.

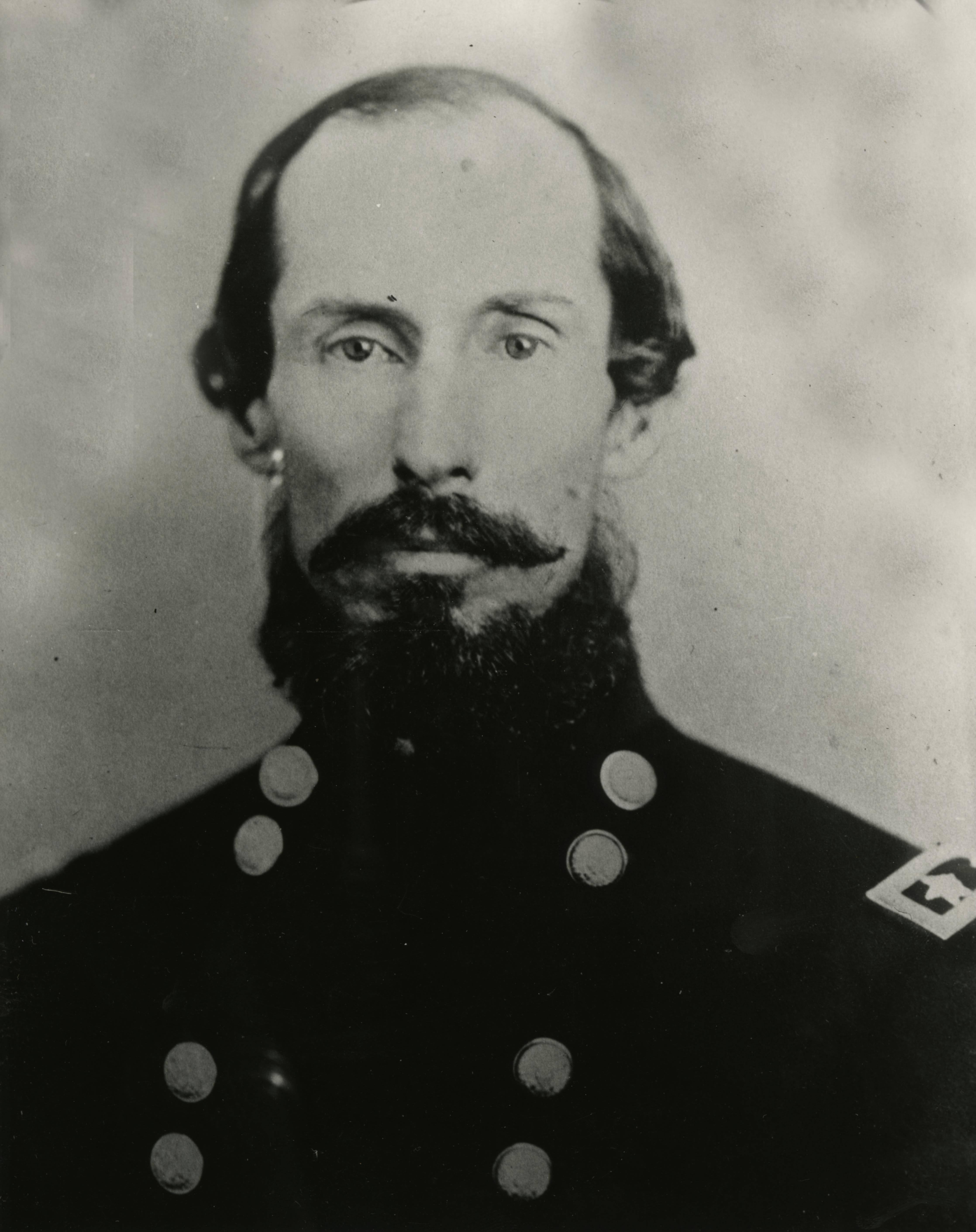
Foto del Colonnello Marshall Frank Moore.

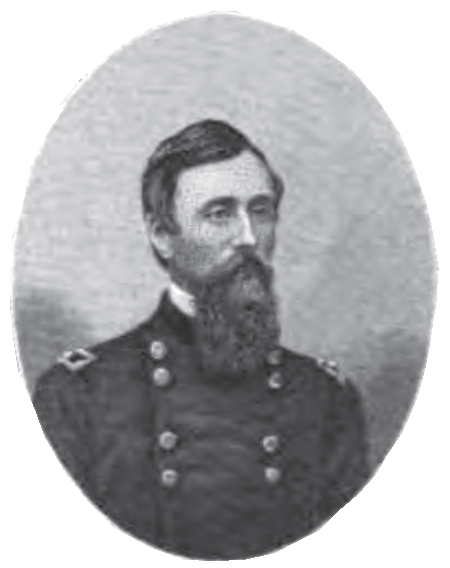
Foto del Brigadier generale John Beatty.

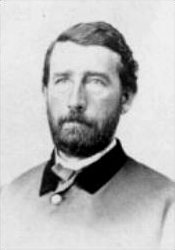
Foto del Colonnello Morton Craig Hunter.

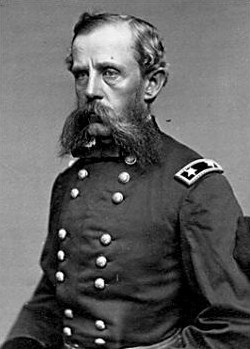
Foto del Brigadier generale Absalom Baird.

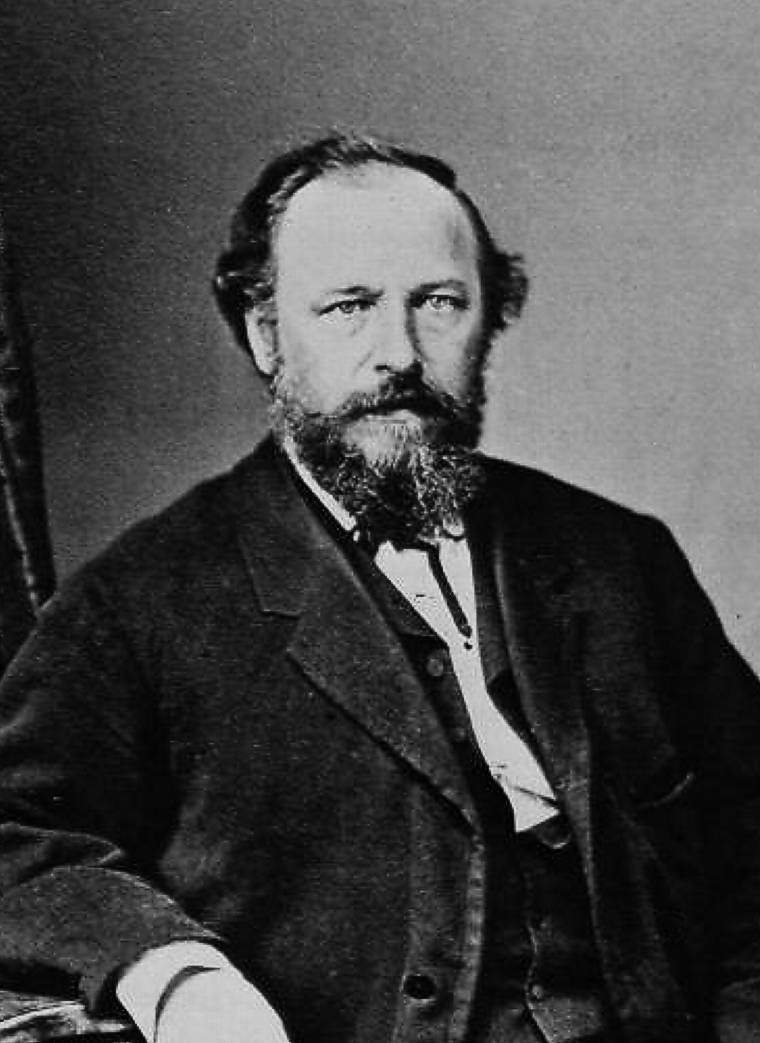
Foto del Brigadier generale Ivan Turchin.

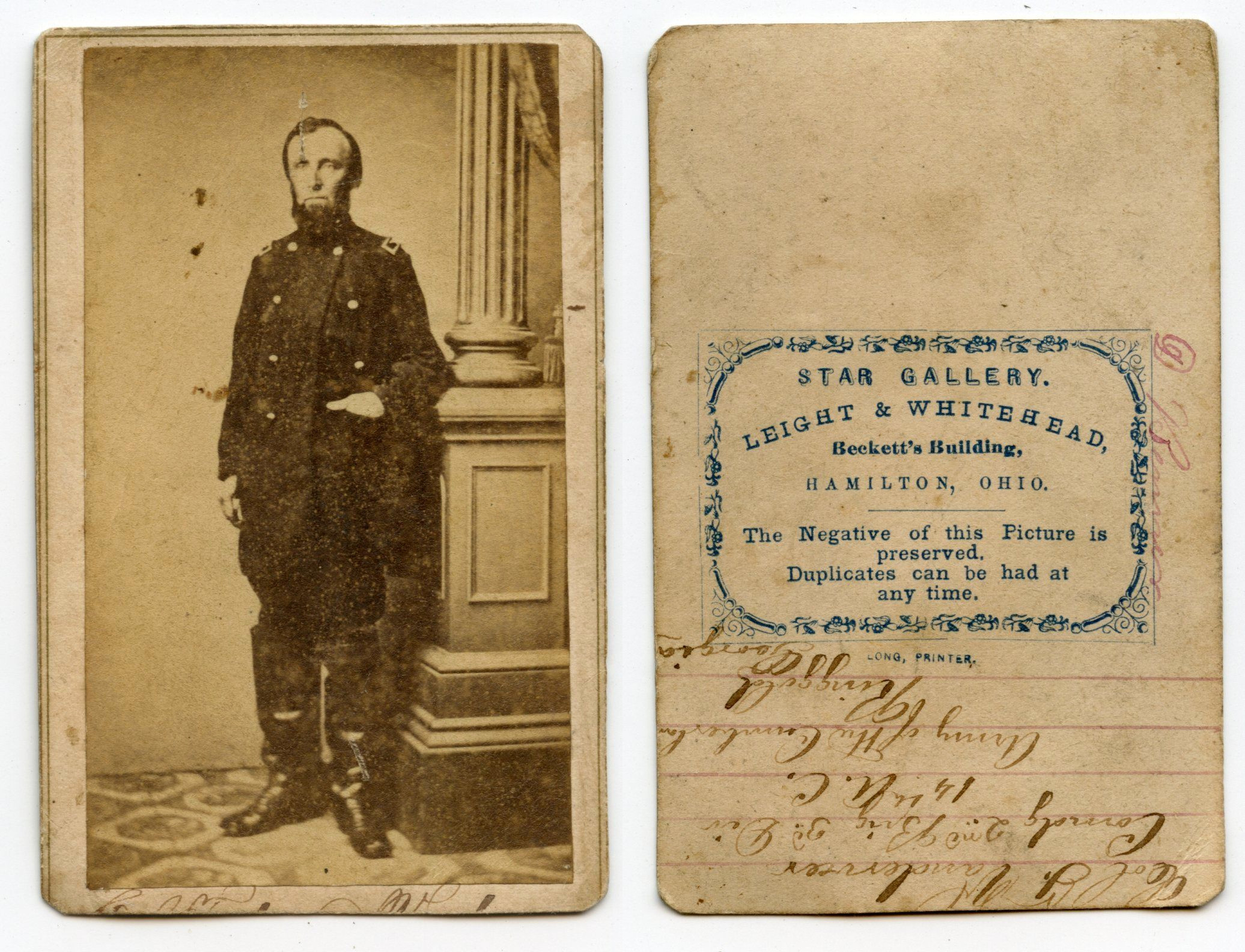
Foto del Colonnello Ferdinand Van Derveer.

| Prima Divisione Brigadier generale Richard W. Johnson        | 1ª Brigata Brigadier generale William Passmore Carlin                         | - 104th Illinois Volunteer Infantry Regiment: Luogotenente colonnello Douglas Hapeman - 38th Regiment Indiana Infantry: Luogotenente colonnello Daniel F. Griffin - 42nd Regiment Indiana Infantry: Luogotenente colonnello William T. B. McIntire - 88th Regiment Indiana Infantry: Colonnello Cyrus E. Briant - 2nd Ohio Infantry: Colonnello Anson George McCook - 33rd Ohio Infantry: Capitano James H. M. Montgomery - 94th Ohio Infantry: Maggior Rue P. Hutchins - 10th Wisconsin Volunteer Infantry Regiment: Capitano Jacob W. Roby |
| Prima Divisione Brigadier generale Richard W. Johnson        | 2ª Brigata Colonnello Marshall Frank Moore Colonnello William Lewis Stoughton | - 19th Illinois Volunteer Infantry Regiment: Luogotenente colonnello Alexander W. Raffen - 11th Michigan Volunteer Infantry Regiment: Capitano Patrick H. Keegan - 69th Ohio Infantry: Maggior James J. Hanna - 15th Infantry Regiment, 1º Battaglione: Capitano Henry Keteltas - 15th Infantry Regiment, 2º Battaglione: Maggior John Rufus Edie, Capitano William McManus - 16th Infantry Regiment, 1º Battaglione: Maggior Robert E. A. Crofton - 18th Infantry Regiment, 1º Battaglione: Capitano George W. Smith - 18th Infantry Regiment, 2º Battaglione: Capitano Henry Haymond - 19th Infantry Regiment, 1º Battaglione: Capitano Henry S. Welton |
| Prima Divisione Brigadier generale Richard W. Johnson        | 3ª Brigata Brigadier generale John Converse Starkweather                      | - 24th Illinois Volunteer Infantry Regiment: Colonnello Geza Mihalotzy - 37th Regiment Indiana Infantry: Colonnello James S. Hull - 21st Ohio Infantry: Capitano Charles H. Vantine - 74th Ohio Infantry: Maggior Joseph Fisher - 78th Pennsylvania Infantry: Maggior Augustus B. Bonnaffon - 79th Pennsylvania Infantry: Maggior Michael H. Locher - 1st Wisconsin Volunteer Infantry Regiment: Luogotenente colonnello George B. Bingham - 21st Wisconsin Volunteer Infantry Regiment: Capitano Charles H. Walker |
| Prima Divisione Brigadier generale Richard W. Johnson        | Artiglieria                                                                   | - Battery "C", 1st Regiment Illinois Volunteer Light Artillery: Capitano Mark H. Prescott - Battery "A" 1st Regiment Michigan Light Artillery: Capitano Francis E. Hale - 5th U.S. Light Artillery, Battery H: Capitano Francis L. Guenther |
| Seconda Divisione Brigadie generale Jefferson Columbus Davis | 1st Brigade Brigadier generale James Dada Morgan                              | - 10th Illinois Volunteer Infantry Regiment: Colonnello John Tillson - 16th Illinois Volunteer Infantry Regiment: Luogotenente colonnello James B. Cahill - 60th Illinois Volunteer Infantry Regiment: Colonnello William B. Anderson - 21st Regiment Kentucky Volunteer Infantry: Colonnello Samuel Woodson Price - 10th Michigan Volunteer Infantry Regiment: Luogotenente colonnello Christopher J. Dickerson |
| Seconda Divisione Brigadie generale Jefferson Columbus Davis | 2ª Brigata Brigadier generale John Beatty                                     | - 34th Illinois Volunteer Infantry Regiment: Luogotenente colonnello Oscar Van Tassell - 78th Illinois Volunteer Infantry Regiment: Luogotenente colonnello Carter Van Vleck - 98th Ohio Infantry: Maggior James M. Shane - 108th Ohio Infantry: Luogotenente colonnello Carlo Piepho - 113th Ohio Infantry: Maggior Lyne S. Sullivant - 121st Ohio Infantry: Maggior John Yager |
| Seconda Divisione Brigadie generale Jefferson Columbus Davis | 3ª Brigata Colonnello Daniel McCook Jr.                                       | - 85th Illinois Volunteer Infantry Regiment: Colonnello Caleb J. Dilworth - 86th Illinois Volunteer Infantry Regiment: Luogotenente colonnello David Magee - 110th Illinois Volunteer Infantry Regiment: Luogotenente colonnello E. Hibbard Topping - 125th Illinois Volunteer Infantry Regiment: Colonnello Oscar F. Harmon - 52nd Ohio Infantry: Magior James T. Holmes |
| Seconda Divisione Brigadie generale Jefferson Columbus Davis | Artiglieria Capitano William A. Hotchkiss                                     | - Battery "I", 2nd Regiment Illinois Volunteer Light Artillery: Luogotenente Henry B. Plant - 2nd Minnesota Light Artillery Battery: Luogotenente Richard L. Dawley - 5th Independent Battery Wisconsin Light Artillery: Capitano George Q. Gardner |
| Terza Divisione Brigadier generale Absalom Baird             | 1ª Brigata Brigadier generale Ivan Turchin                                    | - 82nd Regiment Indiana Infantry: Colonnello Morton Craig Hunter - 11th Ohio Infantry: Luogotenente colonnello Ogden Street - 17th Ohio Infantry: Maggior Benjamin F. Butterfield (ferito, poi morto), Capitano Benjamin H. Showers - 31st Ohio Infantry: Luogotenente colonnello Frederick W. Lister - 36th Ohio Infantry: Luogotenente colonnello Hiram F. Devol - 89th Ohio Infantry: Capitano John H. Jolly - 92nd Ohio Infantry: Luogotenente colonnello Douglas Putnam, jr. (ferito), Capitano Edward Grosvenor |
| Terza Divisione Brigadier generale Absalom Baird             | 2ª Brigata Colonnello Ferdinand Van Derveer                                   | - 75th Regiment Indiana Infantry: Colonnello Milton Stapp Robinson - 87th Regiment Indiana Infantry: Colonnello Newell Gleason - 101st Regiment Indiana Infantry: Luogotenente colonnello Thomas Doan - 2nd Minnesota Volunteer Infantry: Luogotenente colonnello Judson W. Bishop - 9th Ohio Infantry: Colonnello Gustave Kammerling - 35th Ohio Infantry: Luogotenente colonnello Henry Van Ness Boynton (ferito), Maggior Joseph L. Budd - 105th Ohio Infantry: Luogotenente colonnello William R. Tolles |
| Terza Divisione Brigadier generale Absalom Baird             | 3ª Brigata Colonnello Edward H. Phelps (ucciso) Colonnello William H. Hays    | - 10th Regiment Indiana Infantry: Luogotenente colonnello Marsh B. Taylor - 74th Regiment Indiana Infantry: Luogotenente colonnello Myron Baker - 4th Regiment Kentucky Volunteer Infantry: Maggior Robert M. Kelly - 10th Regiment Kentucky Volunteer Infantry: Colonnello William Hercules Hays, Luogotenente colonnello Gabriel C. Wharton - 14th Ohio Infantry: Luogotenente colonnello Henry D. Kingsbury - 38th Ohio Infantry: Maggior Charles Greenwood |
| Terza Divisione Brigadier generale Absalom Baird             | Artiglieria Capitano George R. Swallow                                        | - 7th Independent Battery Indiana Light Artillery: Luogotenente Otho H. Morgan - 9th Independent Battery Indiana Light Artillery: Luogotenente Robert G. Lackey - 4th U.S. Light Artillery, Battery I: Luogotenente Frank G. Smith |

#### Artiglieria di riserva
Brigadier generale John Milton Brannan

#### Genio militare e guarnigione
Il comando del Maggior generale Joseph Hooker, che faceva parte dell'armata del Cumberland durante la battaglia, composto dal XI Corpo di Oliver O. Howard e dalla 2ª Divisione del XII Corpo di John White Geary.
- Capo di stato maggiore: Maggior generale Daniel Adams Butterfield
- Scorta - 15th Regiment Illinois Volunteer Cavalry, Compagnia K: Capitano Samuel B. Sherer

#### XI Corpo
Quartier generale
- 8th New York, Independent Company: Capitano Anton Bruhn

#### XII Corpo
L'Armata del Tennessee, comandata dal Maggior generale William Tecumseh Sherman, composta dal XV Corpo di Frank P. Blair Jr. e dalla 2ª Divisione del XVII Corpo di John Eugene Smith;
Il 24 e 25 novembre Hooker era al comando diretto della 2ª Divisione del XII Corpo, insieme alla divisione di Charles Cruft distaccata dal IV Corpo e a quella di Peter Joseph Osterhaus distaccata dal XV Corpo.

### Confederazione

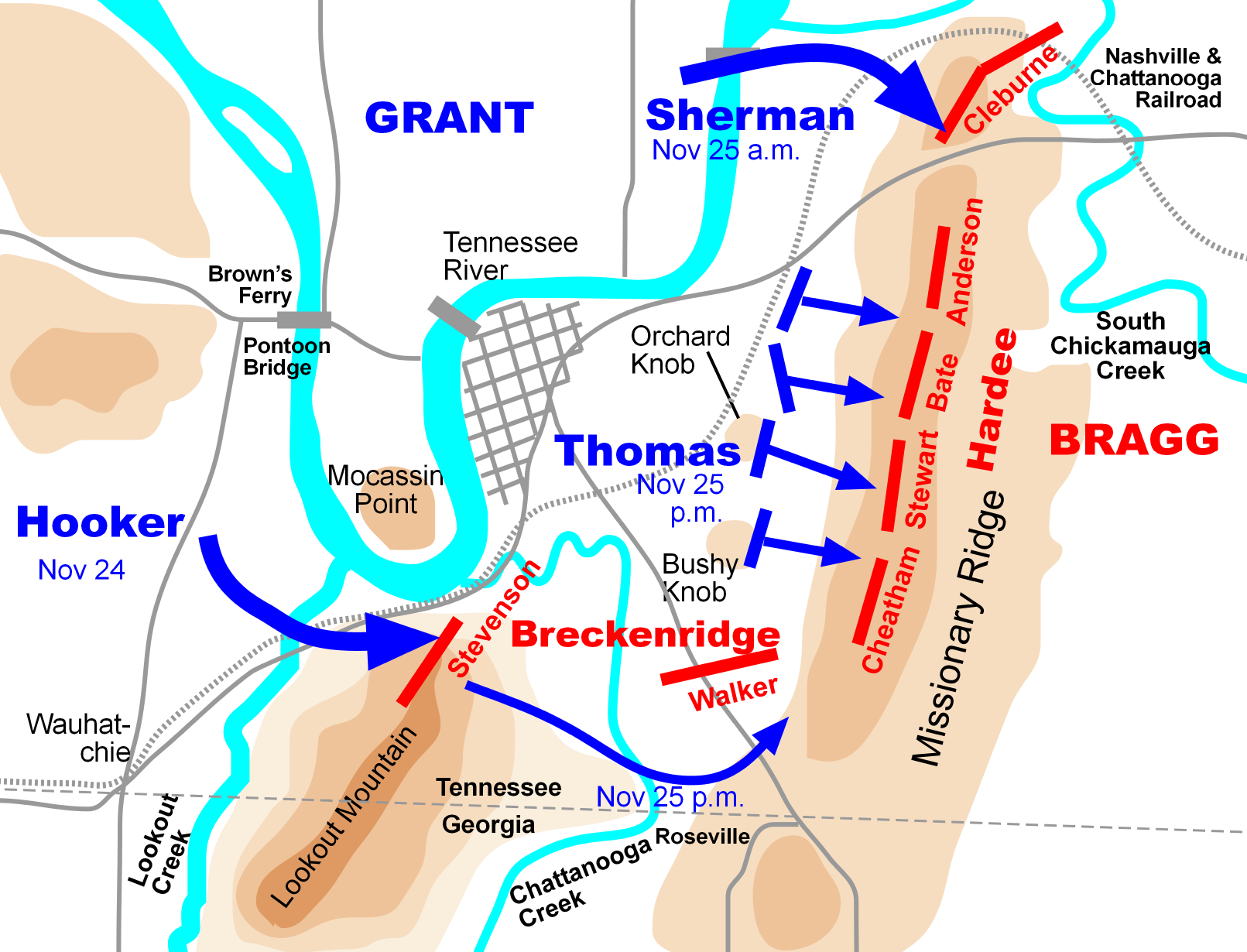
I movimenti degli eserciti nel corso degli scontri di Chattanooga.

L'Armata confederata del Tennessee di Bragg aveva disponibili a Chattanooga le seguenti forze:
- il Longstreet Corps sotto il tenente generale James Longstreet, composto dalle divisioni di Lafayette McLaws e di Micah Jenkins (quest'ultimo in sostituzione di John Bell Hood ferito nel corso della battaglia di Chickamauga). Il Corpo di Longstreet è stato inviato a Knoxville il 5 novembre;
- l'Hardee Corps, sotto il tenente generale William Joseph Hardee, composto dalle divisioni di John King Jackson (Cheatham's Division), di James Patton Anderson (Hindman's Division), di States Rights Gist (Walker's Division), ed infine di Simon Bolivar Buckner (distaccato il 22 novembre a Knoxville);
- Il Corpo di Breckinridge, comandato dal Maggior generale John C. Breckinridge, composto dalle divisioni di Patrick Ronayne Cleburne, di Alexander Peter Stewart, di Carter Littlepage Stevenson ed infine di William Brimage Bate (divisione di Breckinridge).

Il 5 novembre Bragg indebolì seriamente le sue forze inviando il Corpo di Longstreet contro Ambrose Burnside nelle vicinanze di Knoxville; il 22 novembre frammentò ulteriormente le forze a propria disposizione ordinando alla divisione di Simon B. Buckner di andare a rafforzare Longstreet.
| Comandanti di Corpo d'Armata confederati                      |
| ------------------------------------------------------------- |
| - James Longstreet - William J. Hardee - John C. Breckinridge |

## Scontri di Chattanooga

### Orchard Knob
Il 23 novembre l'Armata dell'Unione osservò le colonne di uomini di Cleburne e di Buckner che marciavano lontano da "Missionary Ridge" e udirono anche i reclami esposti dai disertori confederati sul fatto che l'ordine dell'intero esercito stava oramai crollando. Grant si preoccupò della possibilità che Bragg rafforzasse massicciamente Longstreet e che tentasse di interrompere il proprio movimento.

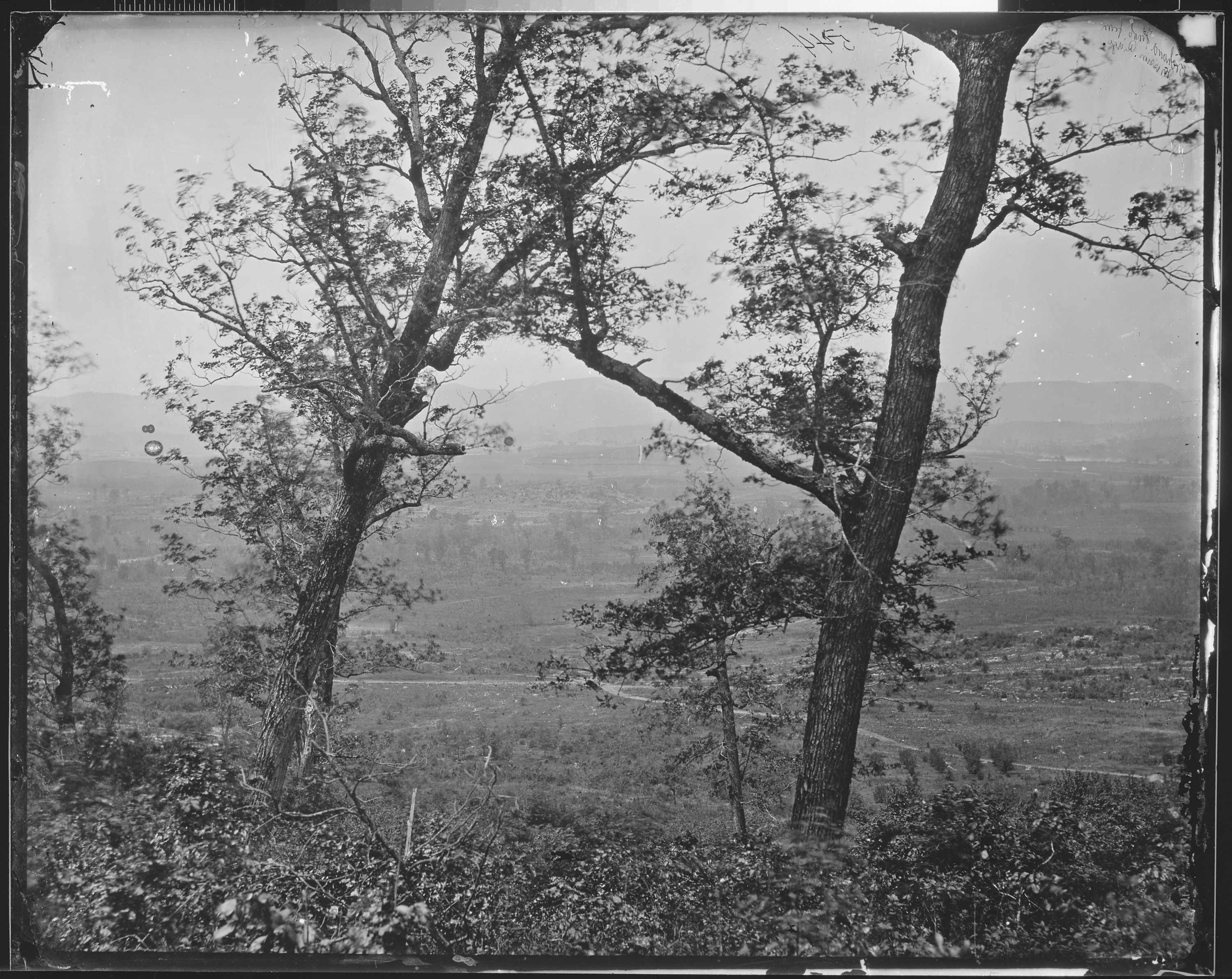
La boscaglia di "Orchard Knob" nel 1864 in una foto di Mathew B. Brady.

Thomas ordinò la sua divisione sotto il comando di Thomas John Wood e la fece avanzare in un'operazione di ricognizione in forze, ma intimandogli di evitare qualsiasi contatto con il nemico e di ritornare alle sue fortificazioni appena la forza della linea confederata si fosse rivelata. Gli uomini di Wood si radunarono fuori dai loro trinceramenti e osservarono il loro obiettivo posizionato a circa 2 km ad Est, su una piccola altura alta 100 piedi conosciuta come "Orchard Knob" (conosciuta anche come "Indian Hill").
La divisione di Philip Henry Sheridan si schierò in un modo del tutto simile per proteggere il fianco destro di Wood, mentre l'XI Corpo d'armata di Howard estese la linea a sinistra, presentando oltre 20000 soldati schierati in un allineamento cadenzato quasi da parata militare.
Non ho mai visto le truppe entrare in azione con uno stile migliore di quello che ha creato Thomas oggi. Hanno diritto alle più alte lodi per il portamento da soldati e il loro splendido coraggio.
Il capo dello staff di Grant, John Aaron Rawlins.
Alle 13:30 14000 soldati dell'Unione avanzarono ad un doppio passo di carica, spazzando tutta la pianura e sbalordendo i 600 difensori confederati, che furono in grado di sparare solo una singola scarica prima di essere superati. Le vittime furono relativamente scarse su entrambi i lati. Grant e Thomas decisero di ordinare agli uomini di mantenere la loro posizione e trincerarsi, piuttosto che seguire gli ordini originali di retrocedere. "Orchard Knob" divenne quindi il quartier generale di Grant e di Thomas per il resto delle seguenti battaglie.

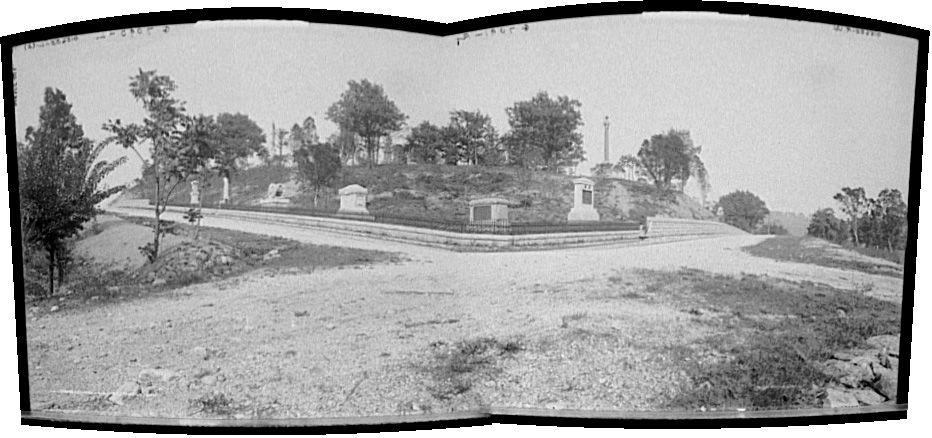
La zona di "Orchard Knob" al principio dl XX secolo.

La linea difensiva venne creata quindi da "Orchard Knob" e "Indian Hill" fino a "Bushy Knob", includendo "Bald Knob" (il luogo dove attualmente sorge il cimitero nazionale militare di Chattanooga), fermandosi a metà costa della "Missionary Ridge"; l'avanzata venne eseguita in piena luce del giorno ed incontrò una scarsissima resistenza confederata.
Da parte sua Bragg cercò di riaggiustare rapidamente la propria strategia, richiamando tutte le unità che si trovassero a non più di un giorno di marcia di distanza; la divisione di Cleburne ritornò poco dopo che iniziò a calare il buio dalla stazione di Chickamauga, interrompendo così il processo di imbarco dei treni per Knoxville.

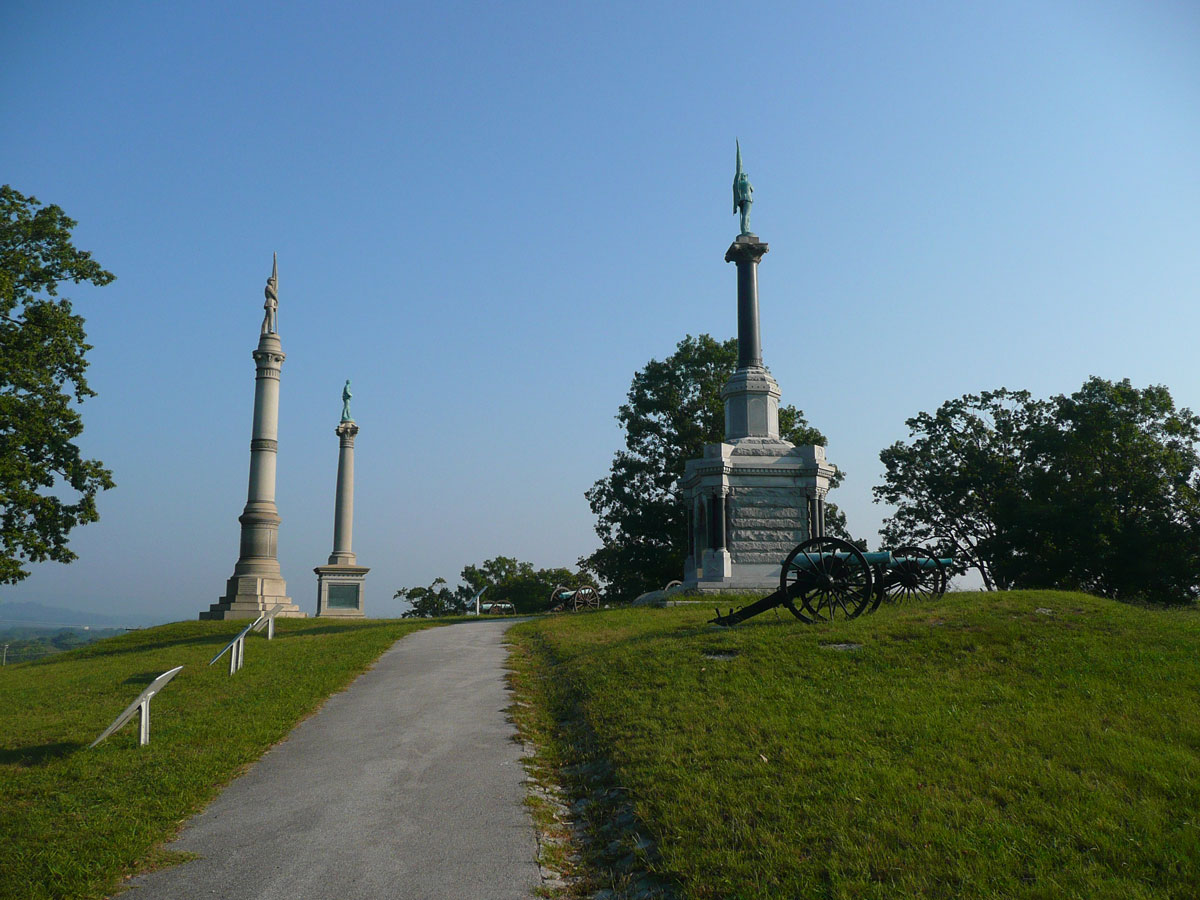
Il Monumento eretto sulla cima di "Orchard Knob".

Il comandante confederato cominciò a ridurre la forza alla sua sinistra ritirando la divisione di William Henry Talbot Walker sotto il comando di States Rights Gist dalla base di "Lookout Mountain" e facendola riposizionare all'estrema destra del "Missionary Ridge", appena a Sud di "Tunnel Hill", con l'intenzione di inforzare quel fianco.
Incaricò inoltre Hardee di guidare il suo fianco destro - entrato in una situazione assai critica - aggirando il fianco sinistro e dirigersi contro Carter Littlepage Stevenson; al centro Breckinridge ordinò ai suoi di iniziare a fortificare la cresta del "Missionary Ridge", un compito che Bragg aveva in qualche modo trascurato per intere settimane. Incapace di decidere se difendere la base o la cresta del Ridge alle divisioni di William Brimage Bate e di James Patton Anderson predispose di muovere oltre la metà dei loro effettivi sulla cresta, lasciando il resto nelle buche lungo la base ed armate di schioppo e carabina.
James L. McDonough ha scritto delle trincee superiori: "situate lungo il culmine fisico piuttosto che in quello che viene definita la vetta militare... questi lavori hanno gravemente ostacolato i difensori".
Anche dalla parte dell'Unione si pensò bene di modificare il piano strategico iniziale. Sherman aveva tre divisioni pronte ad attraversare il Tennessee, ma il pontone al traghetto Brown si era squarciato e la divisione di Peter Joseph Osterhaus rimase bloccata a "Lookout Valley"; solo dopo aver ricevuto le adeguate assicurazioni da parte del suo collaboratore sul fatto che avrebbe potuto benissimo continuare a procedere anche con le sue sole tre divisioni Grant decise di ripristinare il piano precedentemente respinto e quindi di condurre un attacco diretto contro "Lookout Mountain" e assegnò Osterhaus al comando di Hooker.

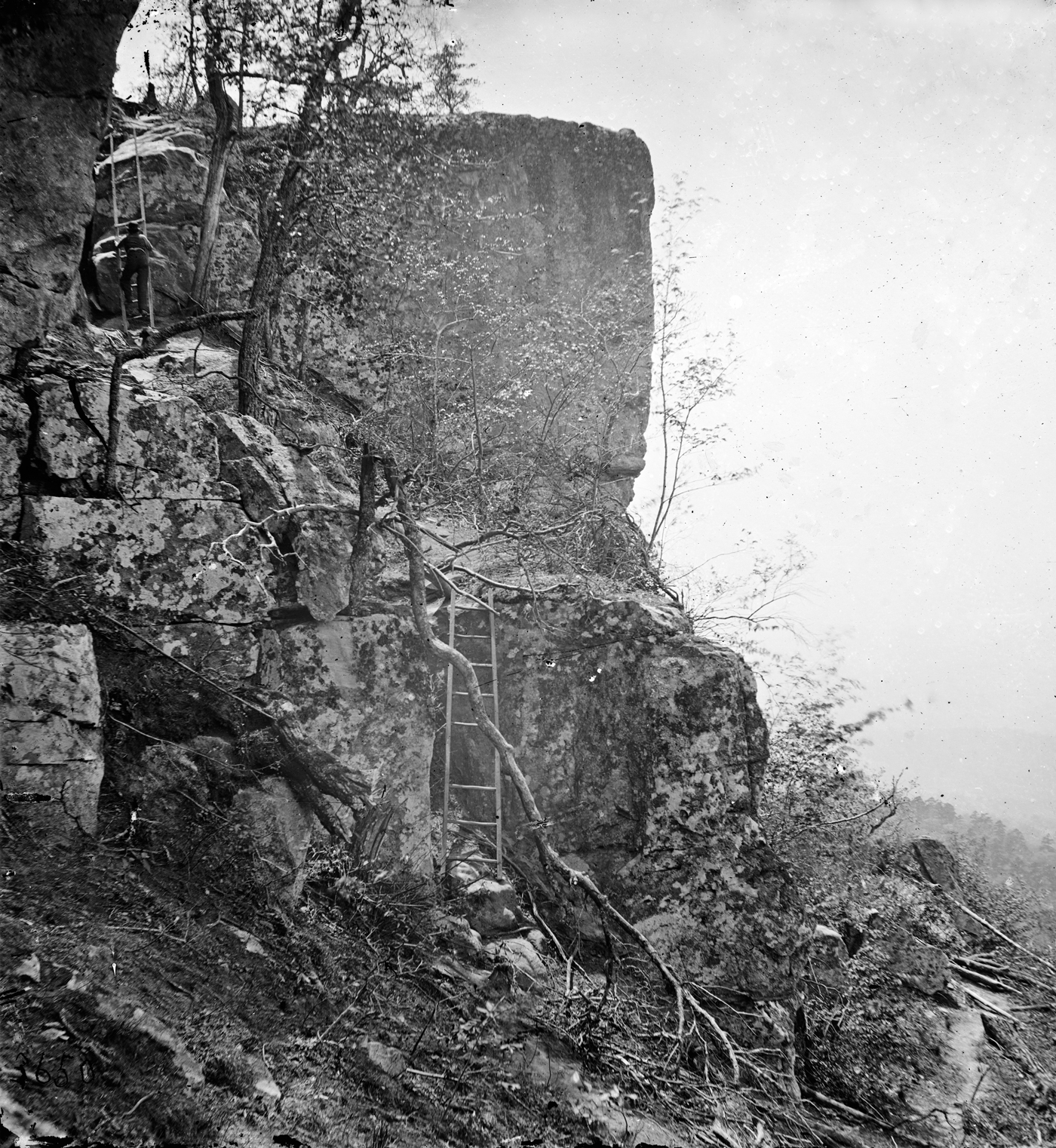
La sommità di "Lookout Mountain" nel 1864.

### Lookout Mountain
Il 24 novembre Hooker aveva circa 10000 uomini suddivisi in tre divisioni per operare contro "Lookout Mountain": il XII Corpo d'Armata di John White Geary, il XIV Corpo di Charles Cruft ed infine il XV Corpo di Peter J. Osterhaus. Riconoscendo che si trattava di una forza troppo vasta per un semplice diversivo Grant autorizzò uno sforzo concentrato più serio contro la montagna, ma non accettò l'idea di un assalto su larga scala; a Hooker fu pertanto ordinato di "prendere possesso dell'obiettivo solo se esso si fosse dimostrato praticabile seguendo la linea di sviluppo concordata".
Hooker (soprannominato "Fighting Joe") però ignorò del tutto una tale sottigliezza e ordinò quindi a Geary di "attraversare il Lookout Creek e di assalire la Lookout Mountain, marciando lungo la valle e spazzando via ogni ribelle da esso". Il piano di battaglia di Grant prevedeva un attacco a due punte, con Hooker che avrebbe dovuto aggirare i confederati a sinistra mentre Sherman si sarebbe scagliato a destra. Le tre divisioni di Hooker avanzarono all'alba.

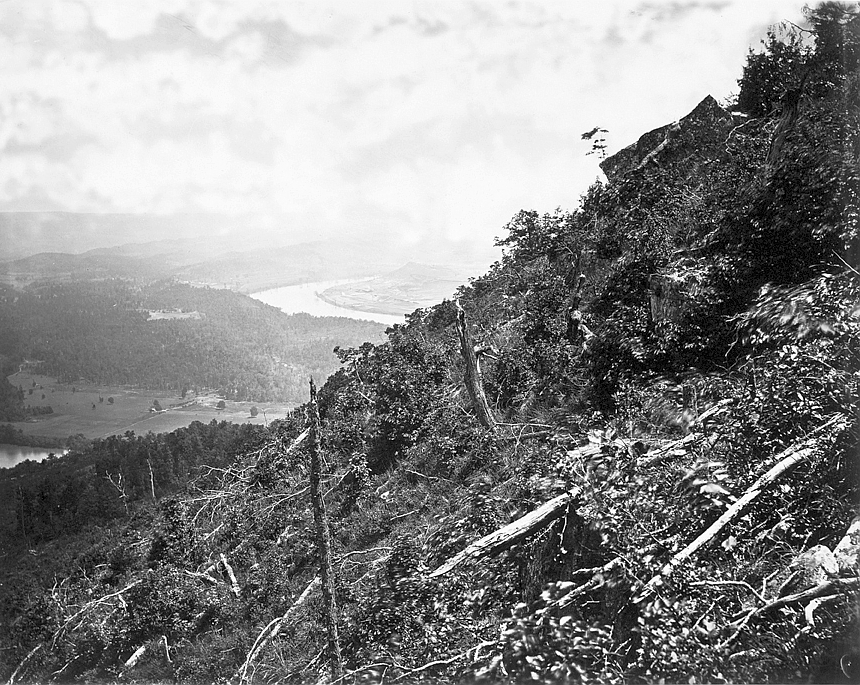
Il sito della battaglia.

L'avanzata portata avanti da Cruft e Osterhaus si fermò a "Lookout Creek", ma Geary attraversò il fiume più a Sud senza incontrare la benché minima opposizione e scoprì che la gola che faceva da passaggio obbligatorio tra la montagna e il corso d'acqua non era ancora stata "messa in sicurezza" né minimamente protetta dai nemici; l'Armata unionista si infilò nella destra dell'esercito confederato attraverso questa apertura.
Le truppe dell'Unione furono subito dopo osteggiate dalla brigata di Edward Cary Walthall della divisione di Benjamin F. Cheatham (temporaneamente sotto il comando di John King Jackson). Geary svoltò a Nord-est lungo la base di "Lookout Mountain" e spinse indietro gli uomini di Walthall rimasti in inferiorità numerica fino a farli tornare alla "Cravens House", proprio al di sotto dell'estremità settentrionale della montagna.

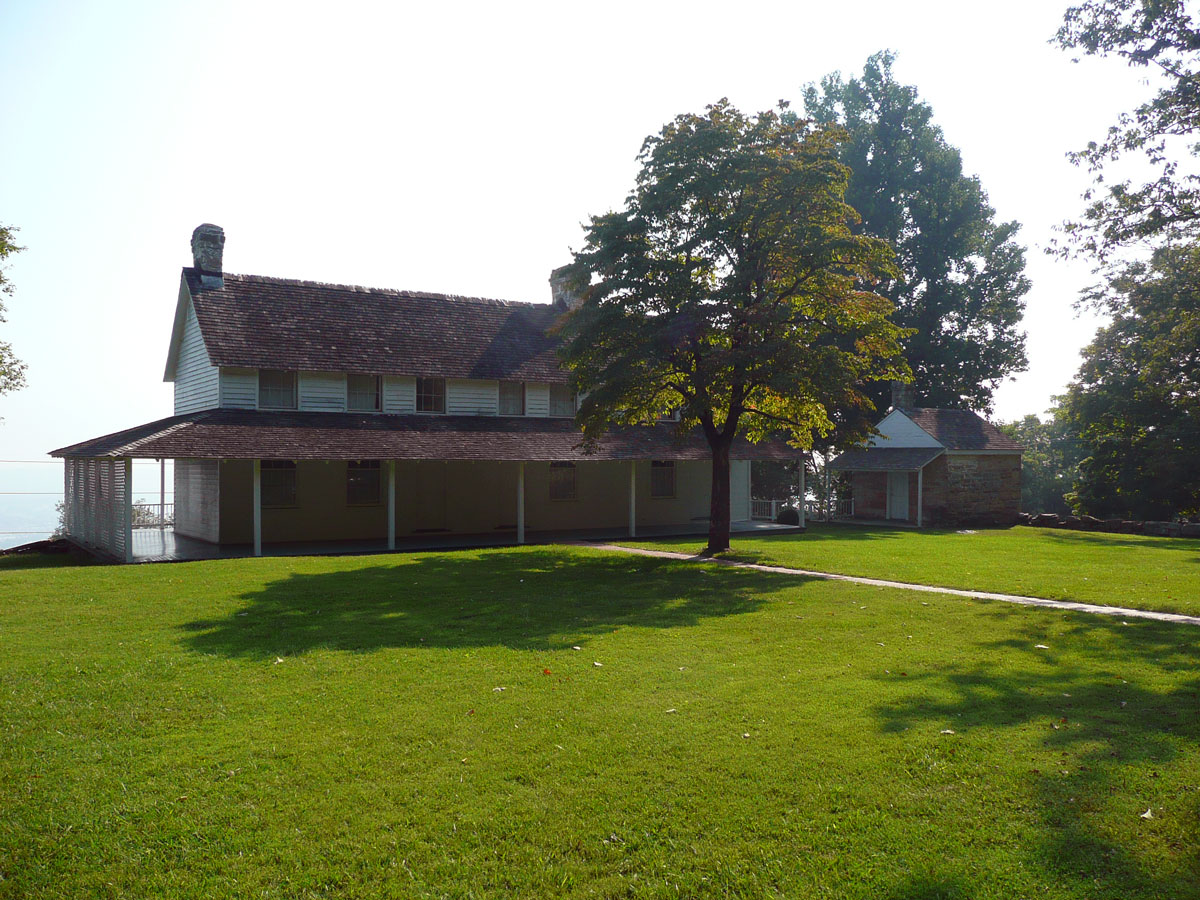
La "Cravens House".

Gli uomini della brigata confederata di John Calvin Brown rimasti sulla vetta si trovarono così del tutto impotenti ad intervenire nella battaglia che infuriava sotto di loro tra le scogliere. Il successo ottenuto da Geary permise alle altre due divisioni di attraversare a loro volta il torrente e neutralizzare i "provocatori" rimasti di fronte a loro. Il sudista John Creed Moore portò in loco la sua brigata verso le ore 13:00 la quale finì con il rimanere coinvolta in uno scontro a fuoco degenerato in rissa con Geary e la brigata di Walter Chiles Whitaker della divisione di Cruft. Moore fu infine respinto e presto raggiunto nella retroguardia dalla brigata del collega Edmund Pettus.
L'assalto concluse la propria spinta in avanti verso le ore 15, quando iniziarono a scarseggiare le munizioni e una fitta nebbia avvolse la montagna. Il generale Montgomery C. Meigs, quartiermastro del quartier generale unionista, osservando con estrema attenzione dalla postazione di "Orchard Knob" in cui si trovava, divenne il primo scrittore a nominare l'azione svolta su "Lookout Mountain" con l'appellativo di "Battaglia al di sopra delle nuvole".
Le due parti continuarono a scambiarsi colpi alla cieca esplosi in mezzo alla nebbia per il resto del pomeriggio, ma solo pochi uomini ne risultarono seriamente colpiti. Durante il combattimento Hooker inviò un flusso costante di messaggi "tra il piagnucoloso e l'infuriato" a Grant, ma questi riuscì comunque a fargli fare esattamente quando voleva e predisse: "con ogni probabilità il nemico evacuerà entro stanotte".

Gli scontri del 24 e 25 novembre.

Rendendosi conto che la battaglia era oramai da considerarsi definitivamente perduta Bragg ordinò di abbandonare il più in fretta possibile la posizione e dirigersi verso Sud, alla fine della montagna. A mezzanotte la nebbia cominciò finalmente un po' a diradarsi e, sotto un'improvvisa eclissi lunare, le divisioni di Stevenson e Cheatham si ritirarono dietro il fiume "Chattanooga Creek" bruciando e distruggendo tutti i ponti alle loro spalle; venne in tal modo creata una nuova linea di difesa.
Quella notte Bragg chiese ai suoi due comandanti di Corpo se fosse preferibile ritirarsi o invece rimanere nonostante tutto ancora in piedi e combattere; Hardee consigliò la ritirata, ma Breckinridge riuscì alfine a convincerlo di scatenare un attacco contro la posizione massicciamente fortificata di "Missionary Ridge". Di conseguenza le truppe appena ritiratesi da "Lookout Mountain" furono riordinate sul fianco destro.
Sherman attraversò il fiume Tennessee con successo; quindi avanzò verso quella che credeva fosse la parte estrema Nord del "Missionary Ridge" ma che, in effetti, era invece una piccola altura conosciuta con il nome di "Billy Goat Hill"; la divisione di Patrick Cleburne si precipitò a rinforzare il fianco destro confederato a "Tunnel Hill" all'estremo Nord del fiume. Su quel lato non vi furono ulteriori scontri nelle successive 24 ore.

### Missionary Ridge
Grant si trasferì a "Orchard Knob" solo alle 9:30 del 25 novembre.
Il 25 novembre Grant cambiò i suoi piani a causa dello sviluppo che avevano avuto le avanzate di Hooker e Sherman. Thomas doveva avanzare dopo che Sherman aveva aggirato la Missionary Ridge a nord. La catena dei monti era una formidabile postazione difensiva e Grant sapeva che un assalto frontale sarebbe stato un autentico suicidio, a meno che fosse stato supportato dall'attacco ai fianchi condotto da Sherman e Hooker. Ma le operazioni belliche della mattinata non furono esaltanti: Sherman non era in grado di spezzare la linea difensiva di Cleburne e l'avanzata di Hooker era rallentata per la mancanza di ponti sul fiume Chattanooga Creek.
Alle 15:30 Grant fu allarmato dal fatto che Bragg stesse rinforzando il suo fianco destro a spese di Sherman; perciò ordinò a Thomas di avanzare e di cercare di conquistare la prima delle tre linee di difesa confederate davanti a lui. I soldati dell'Unione avanzarono e conquistarono la prima linea, ma furono sottoposti ad un fuoco difensivo da parte delle altre due linee confederate disposte sopra la cresta. La maggior parte di queste unità avevano combattuto nella disastrosa sconfitta di Chickamauga e avevano dovuto subite l'umiliazione di essere salvati dall'arrivo in soccorso degli uomini di Sherman e Burnside.
Ora erano di nuovo sotto il fuoco proveniente da tutte le parti, senza un preciso piano per avanzare né per ritirarsi. Senza ordini, i soldati dell'Unione continuarono l'attacco contro le due rimanenti linee difensive confederate; avanzarono carponi lungo il versante ripido della cresta fino a quando riuscirono a travolgere e conquistare le linee difensive nemiche. Bragg aveva commesso l'errore di posizionare la sua artiglieria e le trincee della fanteria lungo la cresta del Missionary Ridge e non lungo la cresta militare, e questo causò l'inefficacia di un'azione difensiva. Tuttavia la scalata del Missionary Ridge da parte dell'armata di Cumberland fu uno dei più drammatici eventi della guerra.
Grant, inizialmente, fu furioso che i suoi ordini non fossero stati eseguiti correttamente. Anche Thomas era stato preso di sorpresa, ben sapendo che la sua testa sarebbe saltata se l'assalto fosse fallito. Ma questo non avvenne. Alle 16:30 la linea centrale difensiva di Bragg venne travolta, costringendolo ad abbandonare Missionary Ridge e a ritirarsi lungo il fiume Chickamauga (conosciuto anche come South Chickamauga Creek).

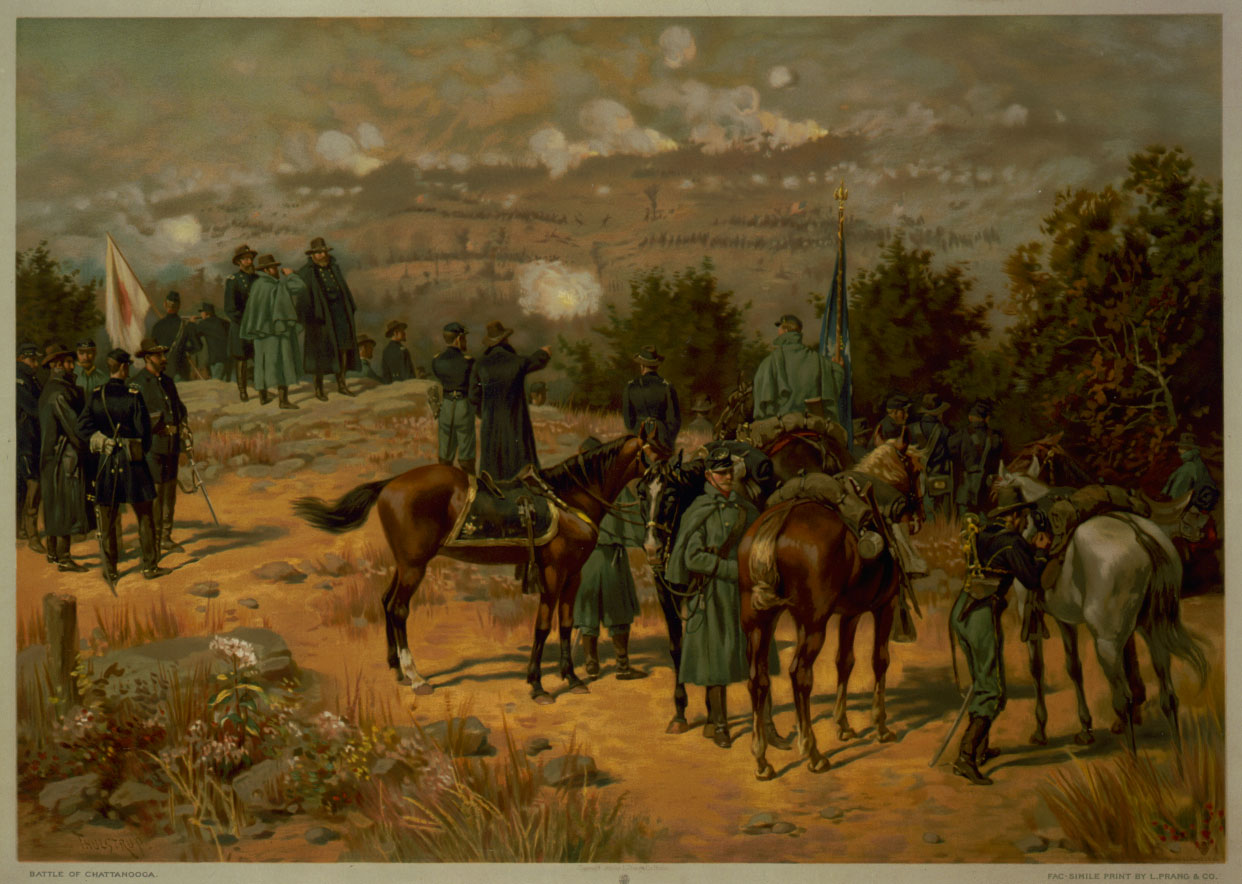
La Battaglia di Missionary Ridge in una raffigurazione di Thure de Thulstrup.

## Ritirata e inseguimento

### Ringgold Gap
Durante la notte Bragg ordinò alla sua armata di ritirarsi verso Chickamauga Station e, nei giorni seguenti, continuò la ritirata verso Dalton, in Georgia, in due colonne che seguirono due differenti vie. Durante la ritirata ci furono piccoli scontri a Chickamauga Station, Shepherd's Run, Cat Creek e a Graysville in Georgia. Ironicamente il 26 novembre fu, in maniera non intenzionale, il primo Giorno del Ringraziamento celebrato in maniera ufficiale.
L'inseguimento ordinato da Grant si concluse con la battaglia di Ringgold Gap.

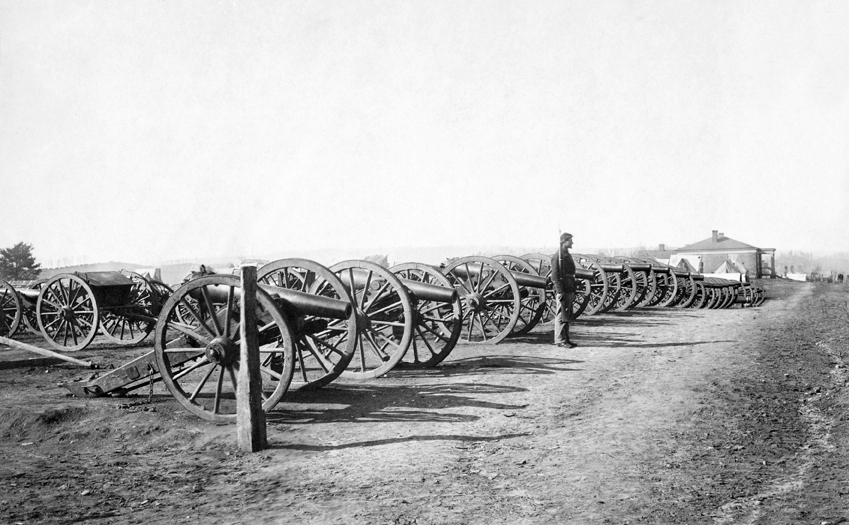
Parte dell'artiglieria sottratta ai confederati dopo gli scontri del 23-26 novembre.

## Conseguenze
Una delle due maggiori Armate confederati era in rotta.

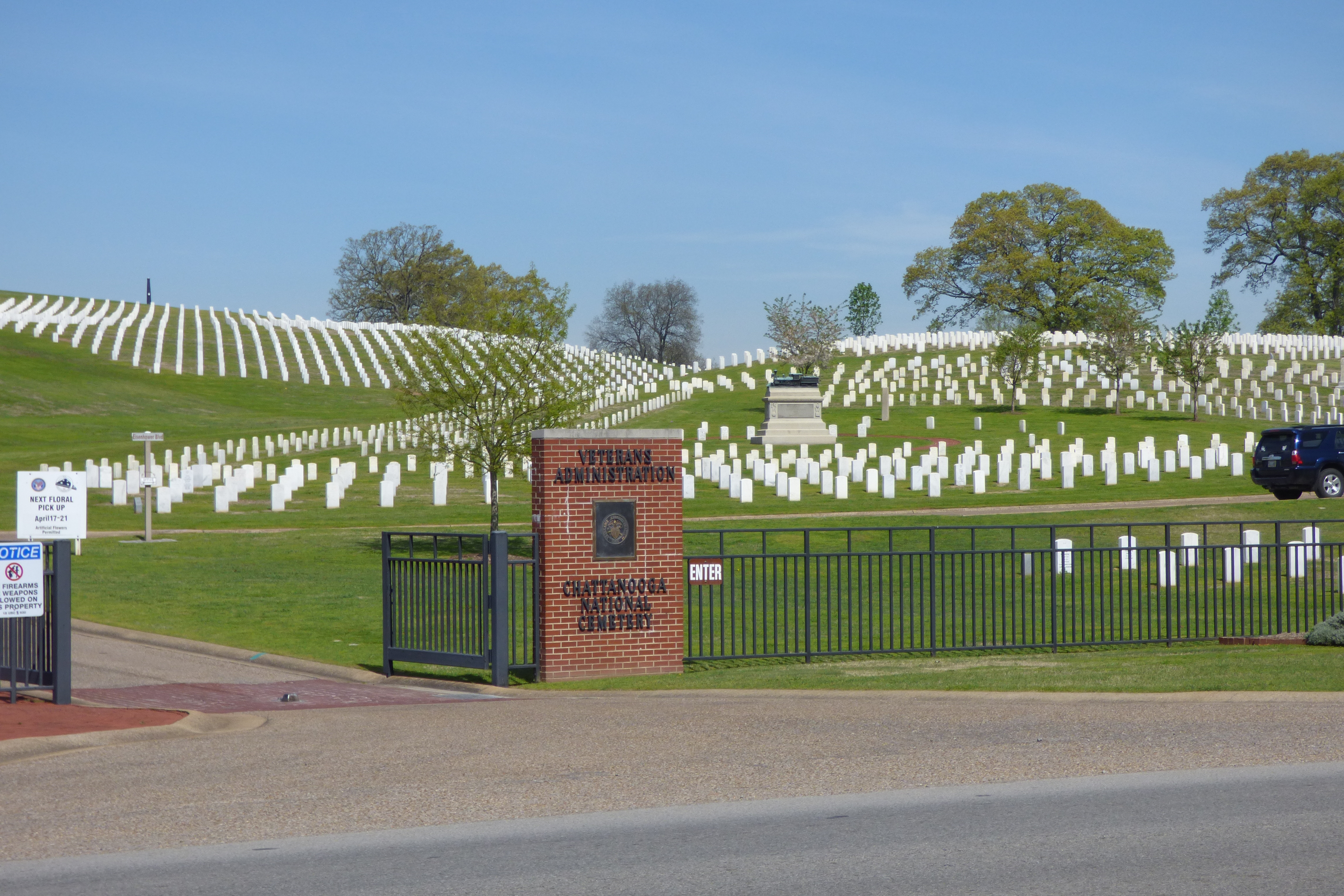
L'ingresso del "Chattanooga National Cemetery".

Le perdite per l'esercito dell'Unione sono ammontate a 5824 (753 morti, 4722 feriti e 349 dispersi) sui circa 56000 effettivi ingaggiati che presero ai combattimenti; Bragg riportò 6667 perdite confederate (361 morti, 2160 feriti e 4146 dispersi, per lo più prigionieri di guerra) su un effettivo di circa 44000 unità.
Le perdite del Sud potrebbero però essere state anche più alte; Grant ha richiesto infatti 6142 detenuti per impiegarli sul campo; quando un cappellano militare chiese al generale Thomas se i morti avrebbero dovuto essere smistati e seppelliti per Stato, questi replicò: "mescolateli. Mi sono proprio stancato dei diritti degli Stati".
Uno dei due principali eserciti degli Stati Confederati d'America era stato irrimediabilmente sconfitto. Bragg sollevò Breckinridge dal comando, accusandolo di ubriachezza nei giorni tra il 23 e il 27 novembre; scelse così di dare la colpa per la sconfitta subita a Breckinridge e alla palese vigliaccheria dimostrata dal proprio esercito. Si dimise dal comando dell'Armata confederata del Tennessee il 1º dicembre e fu temporaneamente sostituito da Hardee. Il generale Joseph Eggleston Johnston ne assunse il comando il 27 dicembre.

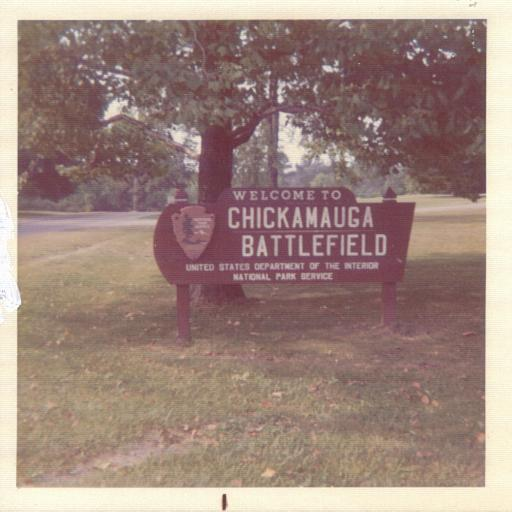
Il cartello d'ingresso al sito degli scontri.

Nell'Est del Tennessee l'offensiva di Longstreet contro Burnside (la campagna di Knoxville) crollò definitivamente nella battaglia di Fort Sanders del 29 novembre. Sebbene gli fosse stato ordinato di ricongiungersi a Bragg, Longstreet considerò l'ordine impraticabile e informò il suo diretto superiore che sarebbe tornato con tutto il suo comando in Virginia ma anche che avrebbe mantenuto l'assedio su Knoxville il più a lungo possibile nella speranza che Burnside e Grant potessero evitare di unire le loro forze e in tal maniera annientare l'intera Armata Sudista.
Questo piano si rivelò però completamente efficace in quanto Grant inviò Sherman con 25000 uomini per alleviare l'assedio a Knoxville; Longstreet abbandonò il campo il 4 dicembre, rientrò negli acquartieramenti invernali per tornarsene nella Virginia all'inizio del primavera del 1864.
L'entusiasmo confederato - che era salito alle stelle dopo la vittoriosa battaglia di Chickamauga - era stato schiacciato sul suolo di Chattanooga. L'Unione ora deteneva il controllo indiscusso dello Stato cuscinetto del Tennessee; non aveva perduto Chattanooga (la "Porta del Basso Sud"), che divenne anzi la base logistica e di rifornimento per la Campagna di Atlanta messa in atto da Sherman nell'anno successivo così come per l'Armata del Cumberland (l'Armata dell'Ohio con base a Knoxville, l'Armata del Tennessee a Nashville).
Grant aveva vinto la sua battaglia finale nel Teatro Occidentale, prima di ricevere il comando di tutti gli eserciti dell'Unione nel marzo del 1864. Era diventato comandante generale.

## Conservazione del campo di battaglia
Porzioni dei campi di battaglia di Chattanooga, tra cui 3000 acri (corrispondenti all'incirca a 1200 ettari) a "Lookout Mountain", sono conservati dal National Park Service come parte del Chickamauga and Chattanooga National Military Park.

### Memorie e risorse primarie
- Johnson, Robert Underwood, and Clarence C. Buel, eds.  Battles and Leaders of the Civil War. URL consultato il 7 febbraio 2013 (archiviato dall'url originale il 12 dicembre 2008).. 4 vols. New York: Century Co., 1884-1888. OCLC 2048818.
- U.S. War Department,  The War of the Rebellion. URL consultato il 7 febbraio 2013 (archiviato dall'url originale il 13 settembre 2009).: a Compilation of the Official Records of the Union and Confederate Armies. Washington, DC: U.S. Government Printing Office, 1880–1901.

### Altre letture
- Horn, Stanley F. The Army of Tennessee: A Military History. Indianapolis: Bobbs-Merrill, 1941. OCLC 2153322.
- Jones, Evan C., and Wiley Sword, eds. Gateway to the Confederacy: New Perspectives on the Chickamauga and Chattanooga Campaigns, 1862–1863. Baton Rouge: Louisiana State University Press, 2014. ISBN 978-0-8071-5509-7.
- Sword, Wiley. Mountains Touched with Fire: Chattanooga Besieged, 1863. New York: St. Martin's Press, 1995. ISBN 0-312-15593-X.
- Powell, David A. Battle Above the Clouds: Lifting the Siege of Chattanooga and the Battle of Lookout Mountain, October 16–November 24, 1863. Emerging Civil War Series. El Dorado Hills, CA: Savas Beatie, 2017. ISBN 978-1-61121-377-5.
- Watkins, Sam.  Co. Aytch Maury Grays, First Tennessee Regiment or, A Side Show of the Big Show.. Cumberland Presbyterian Publishing House, 1882. OCLC 43511251.
- Woodworth, Steven E. Jefferson Davis and His Generals: The Failure of Confederate Command in the West. Lawrence: University Press of Kansas, 1990. ISBN 0-7006-0461-8.
- Woodworth, Steven E. This Grand Spectacle: The Battle of Chattanooga. Abilene, TX: McWhiney Foundation, 1999. ISBN 978-0-585-35007-3.